# Histoire de Tournai
Appartenances de Tournai à travers l'histoire
Empire romain (province de Gaule belgique) Ier siècle-vers 300

Empire romain (province de Belgique seconde) vers 300-431

Empire romain (royaume fédéré des Francs Saliens) 431–476

Royaumes francs des Mérovingiens 476–751

Royaume puis empire franc des Carolingiens 751–843

Francie occidentale 843–987

 Maison de Flandre 987–1119

 Royaume de France 1119–1191

 Maison de Flandre 1191–1195

 Royaume de France 1195–1513

 Royaume d'Angleterre 1513–1519

 Royaume de France 1519–1521

 Pays-Bas des Habsbourg 1521–1556

 Pays-Bas espagnols 1556–1668

 Royaume de France 1668–1713

 Pays-Bas autrichiens 1714–1794

 République française 1794–1804

 Empire français 1804–1815

 Royaume uni des Pays-Bas 1815–1830

 Belgique 1830–1940

 Occupation allemande 1940–1944

 Reichskommissariat Belgien-Nordfrankreich 1944

 Belgique depuis 1944
L'histoire de la ville de Tournai commence avec sa fondation, très probablement à l'époque romaine, dans la province de Belgique. Créée durant le Haut-Empire, elle devient le chef-lieu de la cité des Ménapiens à la fin du IIIe siècle, époque où des fortifications sont construites pour la protéger après la fin de la paix romaine.
Saccagée par les Vandales en 407, elle passe sous le contrôle des Francs saliens à partir de 430 et devient leur capitale jusqu'au règne de Clovis, puis est dotée d'un siège épiscopal ; elle est intégrée à la Francie occidentale de Charles le Chauve en 843, puis au royaume de France.
Au XIIe siècle, elle acquiert une large autonomie qui en fait une « république communale », vassale directe du roi de France et non pas du comte de Flandre qui contrôle pourtant le Tournaisis. Pendant toute la guerre de Cent Ans, Tournai reste loyale aux rois de France, notamment lors de la minorité de Charles VII, et un peu plus tard au moment des luttes entre Louis XI et le duc de Bourgogne.
Prise et annexée par l'Angleterre en 1513, elle est rachetée par François Ier en 1519, mais presque aussitôt conquise par Charles Quint (1521) et intégrée aux Pays-Bas espagnols ; elle revient un moment à la France sous le règne de Louis XIV, puis réintègre les Pays-Bas, désormais possession de la maison d'Autriche (traités d'Utrecht, 1713).
De nouveau française sous le Directoire et le Premier Empire, elle fait partie du royaume uni des Pays-Bas après le congrès de Vienne (1815), puis du royaume de Belgique après son indépendance en 1830.

## Premières mentions de la ville à l'époque romaine
On ne connait pas la date précise de la fondation de Tournai. Pour des raisons de prestige, un chroniqueur du XIIe siècle attribue cette fondation au roi de Rome Tarquin l'Ancien (616-578 avant notre ère), mais il n'est fait mention d'aucune ville dans les documents concernant cette partie de la Gaule au temps de la conquête de Jules César (-58/-51). Le site de Tournai fait alors partie du territoire des Ménapiens, un des peuples présents dans ce que César nomme la Belgique (aux côtés de l'Aquitaine et de la Celtique). À supposer qu'une agglomération ait existé à l'époque gauloise, il ne pouvait s'agir que d'une bourgade, certainement pas de la capitale des Nerviens comme plusieurs auteurs l'ont affirmé[réf. nécessaire], puisque l'endroit, bien que proche de la limite de leur territoire, ne s'y trouvait pas.
Le premier document attestant l'existence de Tournai est l'Itinéraire d'Antonin, du IIIe siècle de notre ère : la ville se trouve sur une voie romaine reliant Boulogne (Gesoriacum), port de la cité des Morins (chef-lieu : Thérouanne) à Cologne (Colonia Ubiorum), chef-lieu de la cité des Ubiens et de la province de Germanie inférieure.
Tournai est aussi mentionné par la table de Peutinger sous le nom de Turnaco (ce document est de datation difficile : c'est une copie du XIIIe siècle d'un document romain compilant des cartes du Ier au Ve siècle).

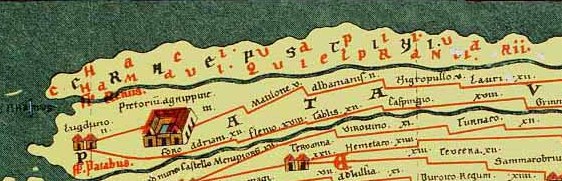
Détail de la table de Peutinger.Turnaco se trouve sur la droite.

La Notitia Galliarum (Notice des Gaules), document administratif contemporain de l'Itinéraire d'Antonin, qui catalogue dix-sept provinces et cent vingt villes romaines de Gaule, mentionne deux villes pour le territoire de l'actuelle Belgique, Tournai et Tongres. Tournai, appelée ici ciuitas Tornacensis, alors située dans la province de Belgique seconde (chef-lieu : Reims), est le chef-lieu de la cité des Ménapiens, remplaçant la capitale initiale, Cassel (Castellum Menapiorum).
Saint Jérôme, dans une de ses lettres, datée de 409, mentionne que la ville de Tournai a été saccagée par les Vandales en 407.
On peut aussi signaler le récit en partie légendaire de la vie de saint Piat, venu dans le Nord de la Gaule vers la fin du IIIe siècle pour y prêcher le christianisme. Ce texte lui attribue la conversion de trente mille personnes à Tournai, chiffre exagéré, mais qui indique qu'à l'époque de son passage, la ville avait une certaine importance.

## Période romaine

### Développement d'un nœud de communication
Lorsque le réseau des voies romaines a été établi en Gaule, Tournai se trouve à l'embranchement de deux d'entre elles : 
- la principale venant de Bagacum (Bavay) au sud-est et partant vers le nord-ouest, vers Viroviacum (Wervicq et Wervicq-Sud), Castellum Menapiorum (Cassel) et Gesoriacum (Boulogne-sur-Mer) ;
- une secondaire venant de Nemetacum Atrebatum (Arras) au sud-sud-ouest et continuant vers Asse au nord-nord-est après avoir traversé l'Escaut.

Ces deux axes, qui traversent la ville, constituent son cardo et son decumanus, les deux rues principales des villes romaines.
Une autre voie de communication importante est constituée par l'Escaut.

### Période du Haut-Empire
Aux Ier et IIe siècles, règne la Pax Romana. Tournai fait partie de la cité des Ménapiens, dont le chef-lieu (caput ciuitatis) se trouve à Cassel (Castellum Menapiorum). 
Tournai est une agglomération assez étendue, sans fortifications (comme la plupart des villes de l'empire). Les habitations sont dispersées sur une quarantaine d'hectares, principalement sur la rive gauche plus élevée qui permet d'éviter les crues, mais il y avait quelques bâtiments sur la rive droite près de l'actuelle rue de Pont ainsi qu'un quartier commercial au Luchet d'Antoing avec un embarcadère pour le commerce de la pierre de taille et de la chaux.
La ville jouit à cette époque d'un certain confort : il existe un aqueduc, des canalisations d'eau et des égouts. Certaines habitations possèdent un hypocauste et on a même retrouvé une baignoire en marbre à l'emplacement actuel de la Place Saint-Pierre.

### Période du Bas-Empire
Les invasions du IIIe siècle et les troubles politiques ont des conséquences sur Tournai, comme sur nombre d'autres villes romaines, à commencer par Rome. Une fortification est construite à la fin du IIIe et au début du IVe siècle : il s'agit d'une muraille de pierre, dont le tracé exact est inconnu, qui formait un demi-cercle appuyé sur une défense naturelle, l'Escaut. Sa superficie se réduit alors.
Tournai est chargé du contrôle du nœud routier et de la route fluviale. L'embarcadère du Haut-Empire situé au luchet d'Antoing est déménagé à l'intérieur des fortifications, près de l'actuel quai du Marché-aux-Poissons. Lors des réformes du dominat, la ville devient le chef-lieu de la Ménapie à la place de Cassel.
La Notitia Dignitatum Occidentis indique qu'à l'époque il existe dans la ville un procurator gynæcii Tornacensis (« procurateur du gynécée de Tournai »). Ce « gynécée » était un atelier de tissage de la laine employant des femmes pour la confection de l'équipement des troupes. « L'intendant du gynécée était en même temps chef de la magistrature. Des décurions partageaient avec lui, et sous sa présidence, l'autorité municipale. »
La même notice parle d'un numerus Turnacensium, un corps de Tournaisiens préposés à la défense du Litus Saxonicus en Bretagne (actuelle Grande-Bretagne), stationné à Portus Lemanis (Lympne), sur la côte du Kent. 
Le christianisme s'implante à Tournai à cette époque. À la fin du IIIe siècle, le missionnaire Saint Piat, originaire de Bénévent, y fonde la première communauté chrétienne, dont on a retrouvé des vestiges et des sépultures au-dessous de l'église Saint-Piat.
Les grandes migrations des peuples germaniques au début du Ve siècle marquent la fin de la période romaine. Saccagée par les Vandales en 407, la ville tombe sous le contrôle des Francs peu de temps après, ce qui entraîne une germanisation, comme en témoigne notamment le mobilier funéraire.

## Haut Moyen Âge

### Période mérovingienne

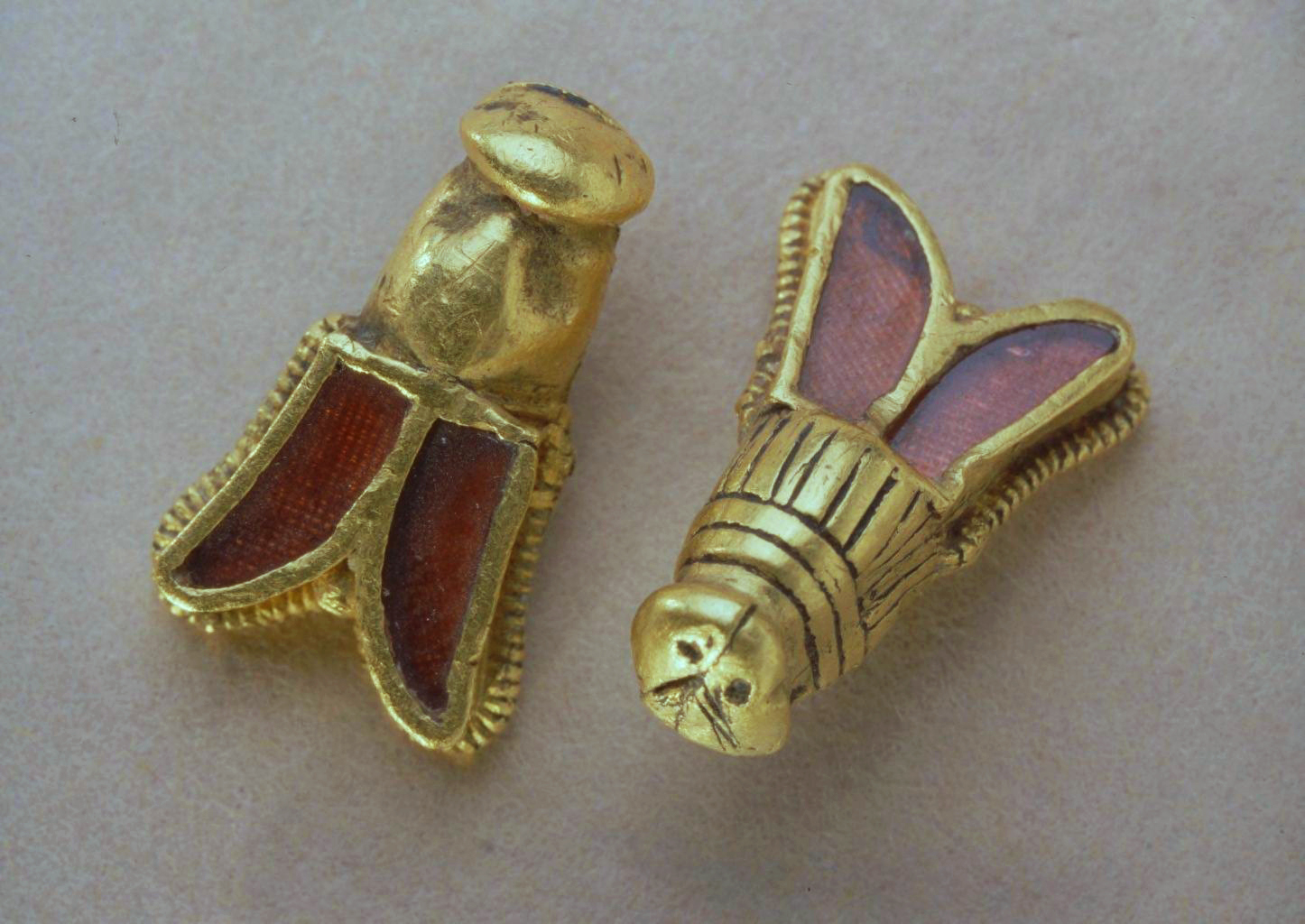
Ces bijoux appartenaient au trésor de Childéric Ier découvert dans sa tombe en 1653 à l’occasion des travaux de reconstruction de l’hospice Saint-Brice, près de l'église Saint-Brice. Le trésor a été remis à Louis XIV par l'empereur d'Autriche.

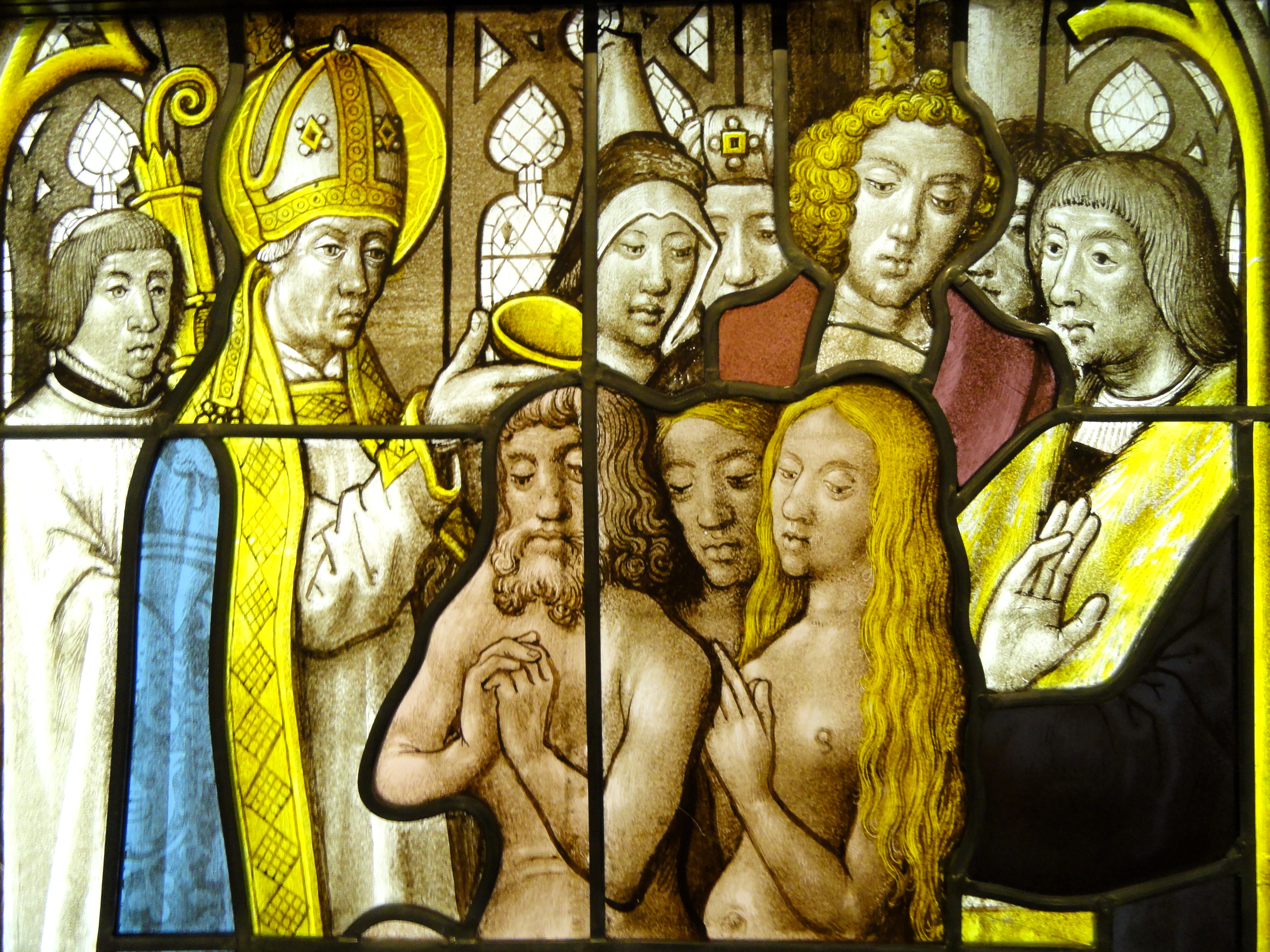
Saint Eleuthère baptisant des païens (vitrail du XVIe siècle)

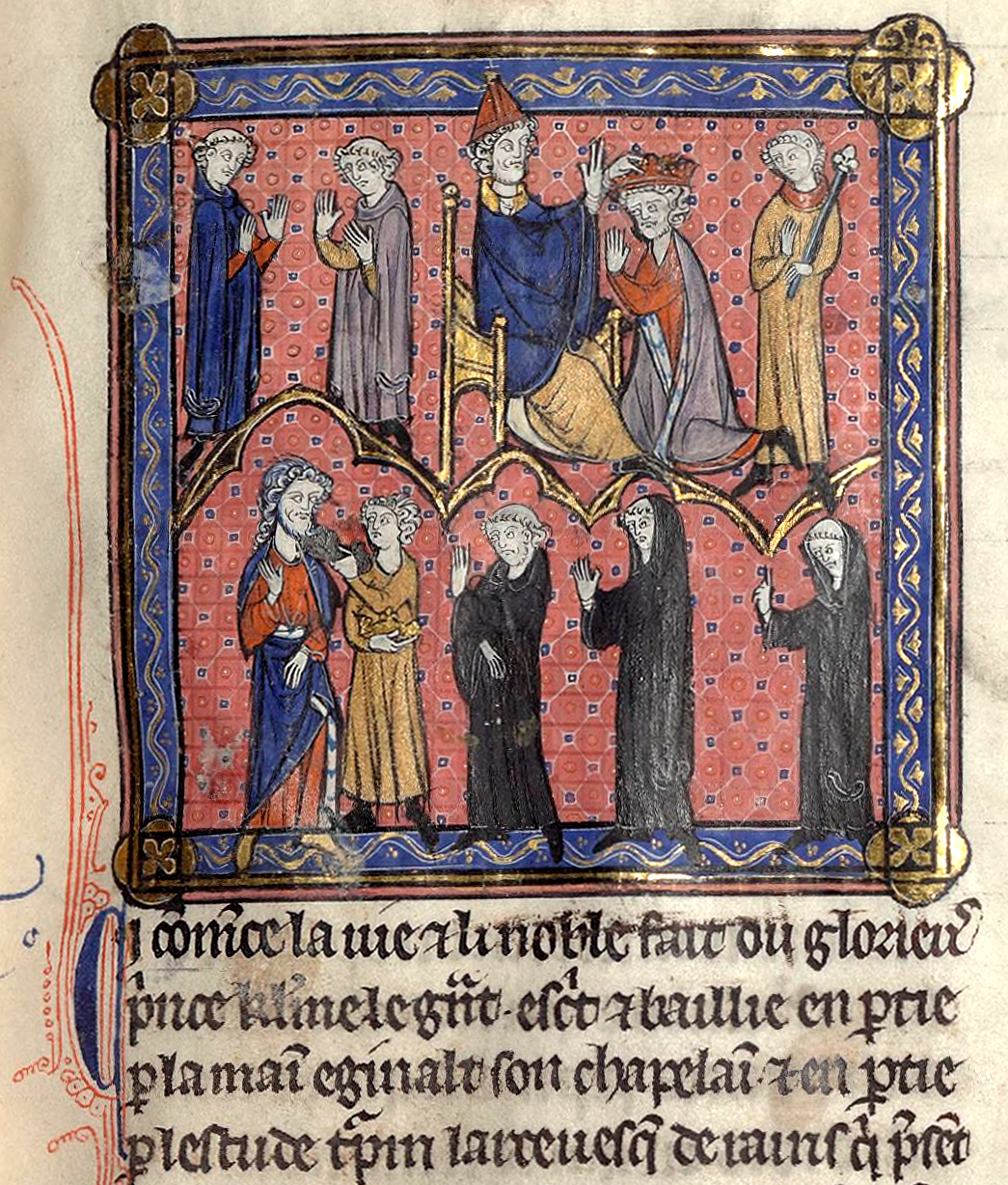
Pépin le Bref est couronné par le pape Étienne II tandis que Childéric III est déposé. Chroniques de Saint-Denis, Paris, Bibliothèque Sainte-Geneviève.

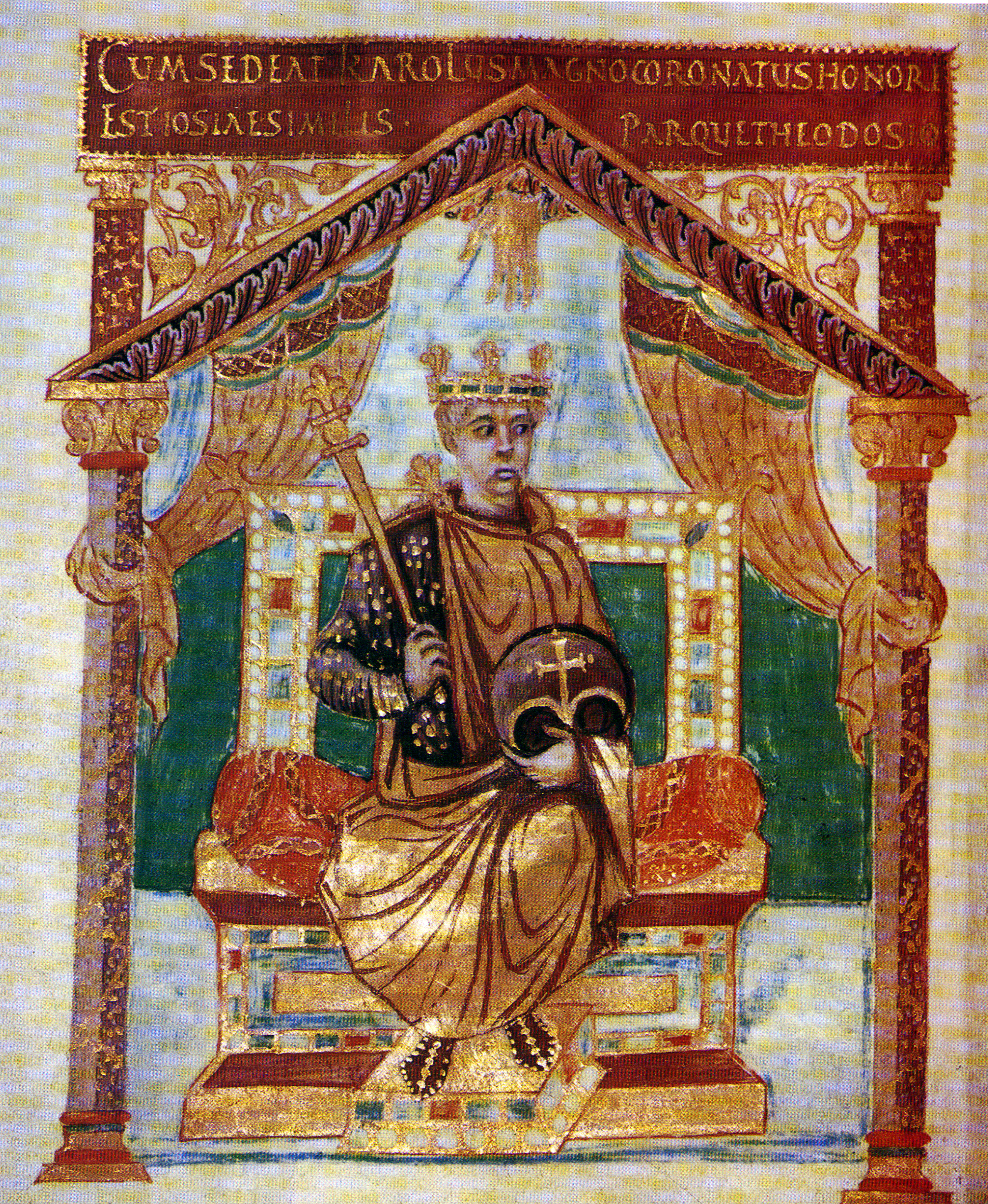
Enluminure représentant Charles le Chauve avant 869, Psautier de Charles le Chauve, BnF, Département des Manuscrits.

L'occupation franque commence à Tournai vers 430, lorsque Clodion le Chevelu s'y installe avec la caution de l'Empire romain dans le cadre d'un traité de fédération (fœdus). Sous son successeur Mérovée, éponyme de la dynastie mérovingienne, la ville joue le rôle de capitale du royaume des Francs saliens, ce qui lui permet d'être considérée comme « le berceau de la monarchie française ». Elle dispose de certains attributs du pouvoir, comme la frappe monétaire.
Le fils de Mérovée, Childéric, surtout connu pour sa sépulture, dont le trésor a été retrouvé en 1653, règne de 458 à 481 (l'Empire romain d'Occident a formellement disparu en 476). À sa mort, son fils Clovis est « mis sur le pavois » à Tournai. Il se lance très vite dans des conquêtes vers le sud (contre les Romains du royaume de Syagrius, puis contre le royaume wisigoth) ; dès 486, il transfère la capitale à Soissons, et un peu plus tard, à Paris.
C'est sous le règne de Clovis que Tournai devient un siège épiscopal, dépendant de l'archevêché de Reims. Éleuthère, natif de l'endroit, en devient le premier évêque en 486. L'évêque sera le gestionnaire effectif de la ville à partir du moment où elle n'est plus capitale. L'évêque est cependant transféré à Noyon en 545, par manque de fidèles à Tournai.
À la mort de Clovis (511), Tournai fait partie des territoires attribués à son fils Clotaire, dont une partie est en Gaule belgique, et l'autre en Gaule aquitaine.
Le berceau de la dynastie des Mérovingiens reste important au VIe siècle. Selon Grégoire de Tours, le roi de Neustrie Chilpéric vient y chercher refuge vers 575, lors de la guerre contre son frère Sigebert, roi d'Austrasie. Apprenant cela, Sigebert vient assiéger la ville, mais meurt assassiné par des serviteurs de la reine Frédégonde  à Vitry. Chilpéric peut ainsi réunir le royaume d'Austrasie au sien. Cet épisode de la vie de la cité sera utilisé au XIIe siècle par les chanoines du chapître de Tournai pour fabriquer une fausse charte du roi Chilpéric, le « diplôme de Chilpéric », qui leur accorde en remerciement de l'aide apportée le droit de lever une taxe (tonlieu) sur les marchandises passant sur l'Escaut.
On sait peu de choses sur Tournai pour la période des VIIe et VIIIe siècles. On sait cependant que Tournai reste siège épiscopal même après que l'évêque a déménagé à Noyon (il est évêque des deux villes jusqu'en 1146).

### Période carolingienne
En 751, le maire du palais d'Austrasie Pépin le Bref devient roi des Francs, initiant la dynastie des Carolingiens. La période carolingienne a laissé un assez grand nombre de documents, qui laissent supposer que la ville était assez prospère.
Le commerce prenant plus d'importance à cette époque, la ville de Tournai obtient le statut administratif de portus (« port »), ce qui lui permet de taxer le trafic fluvial.
La juridiction de l'évêque sur la ville est contrebalancée par la nomination en 817 d'un comte, fonctionnaire laïc au service de l'empereur (alors Louis le Pieux), qui reçoit une partie du fisc royal de la ville. Le rôle de ce comte est important jusqu'à l'affaiblissement du pouvoir royal vers la fin du siècle. L'empereur organise également le clergé de la cathédrale afin que les chanoines puissent assurer leur mission de prière, de bienfaisance et d'enseignement.
La taille de Tournai augmente. Les anciennes enceintes existent toujours, mais sont en ruine (Tornacus, nunc multiplici prostata ruina/ Funditus ah! turres deflet cecidisse superbas écrit Milon d'Elnone vers 850) et de nouveaux quartiers et bâtiments apparaissent en dehors des murs, que la ville n'a pas besoin de rénover ou d'agrandir car ils n'ont que peu d'utilité dans l'empire de Charlemagne, puis de Louis le Pieux.

### Après le partage de l'empire à Verdun (843)
En 843 (traité de Verdun), après la mort de Louis le Pieux (840), Tournai se trouve dans les territoires qui reviennent à Charles le Chauve, la Francie occidentale (par opposition à la Francie orientale et à la Lotharingie).
Le besoin de nouvelles enceintes se fait de nouveau sentir à la fin du IXe siècle quand les murailles romaines se révèlent incapables d'arrêter les attaques normandes : notamment celle de 880, année où la ville est pillée. En 898, l'évêque Heidilon reçoit de Charles le Simple l'autorisation de les relever, ainsi que certains droits qui appartenaient auparavant au comte.

## Moyen Âge

### Période féodale: la seigneurie des comtes de Flandre

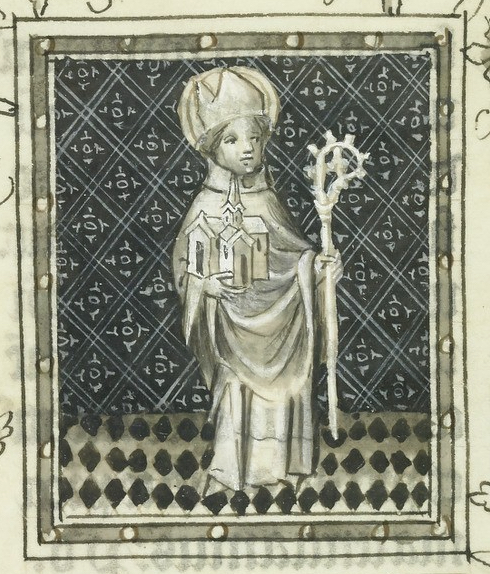
Jean Semont, Saint Éleuthère, vers 1410. L'évêque tient dans la main une maquette de la cathédrale.

À la fin du IXe siècle, le Tournaisis est récupéré par Baudouin Ier, comte (héréditaire) de Flandre. Tournai, en revanche, est dotée d'une châtellenie par le roi de France, dont le siège est situé dans le quartier du Bruille, aussi appelé îlot flamand, sur la rive droite de l'Escaut. La ville devient dès lors une co-seigneurie ecclésiastique (de l'évêque, résidant à Noyon, et du chapitre) vassale directe du roi de France, échappant ainsi au ressort du comte de Flandre. Cette dualité entre Tournai et le Tournaisis, entre une ville ayant une grande autonomie et son pays flamand dura jusqu'à l'occupation française[Quand ?].
La ville connaît une période d'essor économique et démographique qui se situe aux XIe et XIIe siècles. La ville développe à cette époque des activités commerciales qui font son renom, comme le drap ainsi que la production et la taille de la pierre de Tournai, qui fit dès cette époque romane la fortune de la région.
En 1092, afin de mettre fin à la « peste » qui ravage la ville, l'évêque décide d'organiser une procession des reliques les plus précieuses à travers les rues — rituel annuel toujours en vigueur. Au début du XIIe siècle, la prospérité de la ville entraîne la construction de la cathédrale Notre-Dame en remplacement de l'ancien édifice, selon un plan de construction progressant d’ouest en est, de la nef vers le chœur.

### Période de la liberté communale (à partir de 1147)

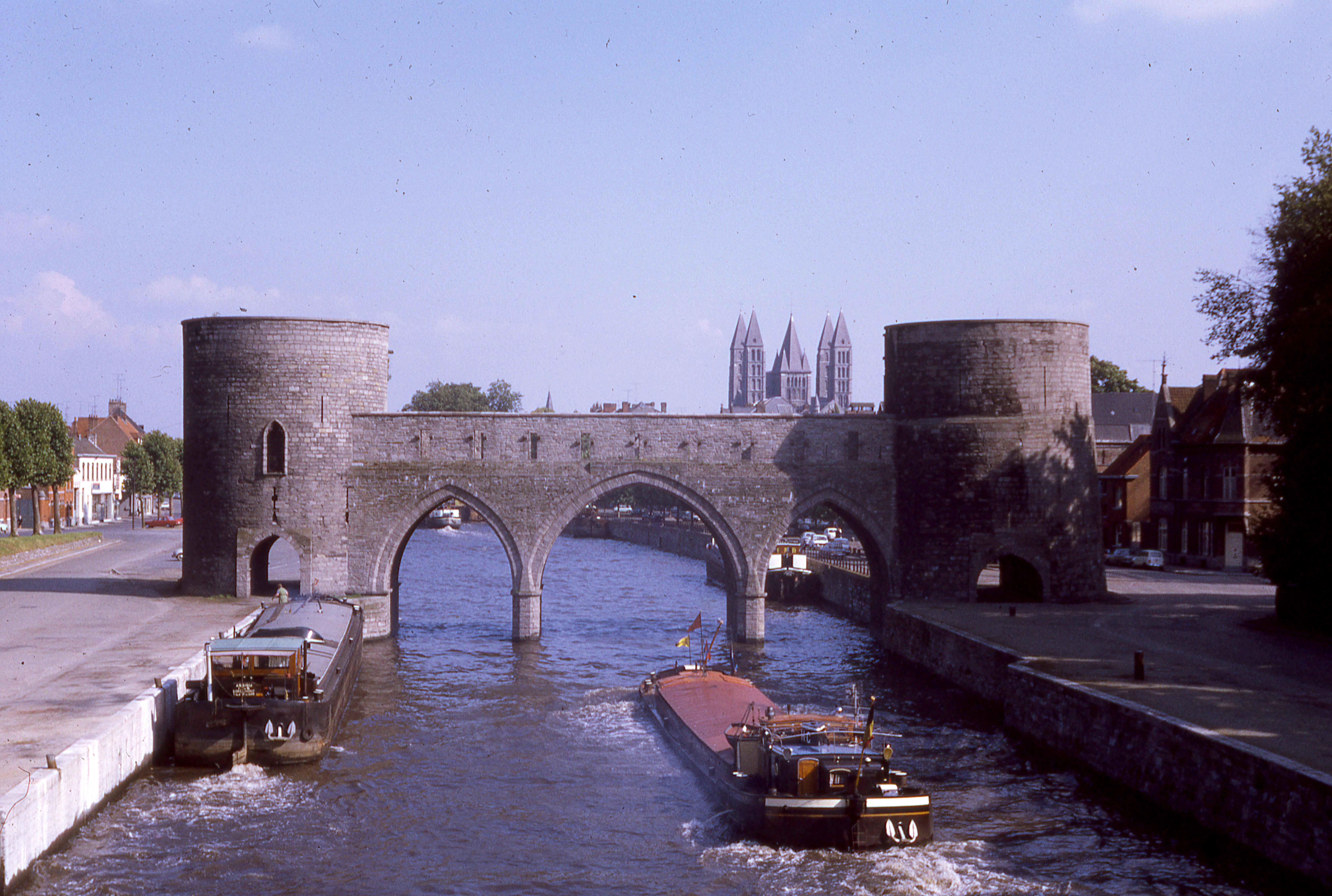
Le pont des Trous a été construit entre 1281 et 1304, remplaçant un ancien pont de bois.

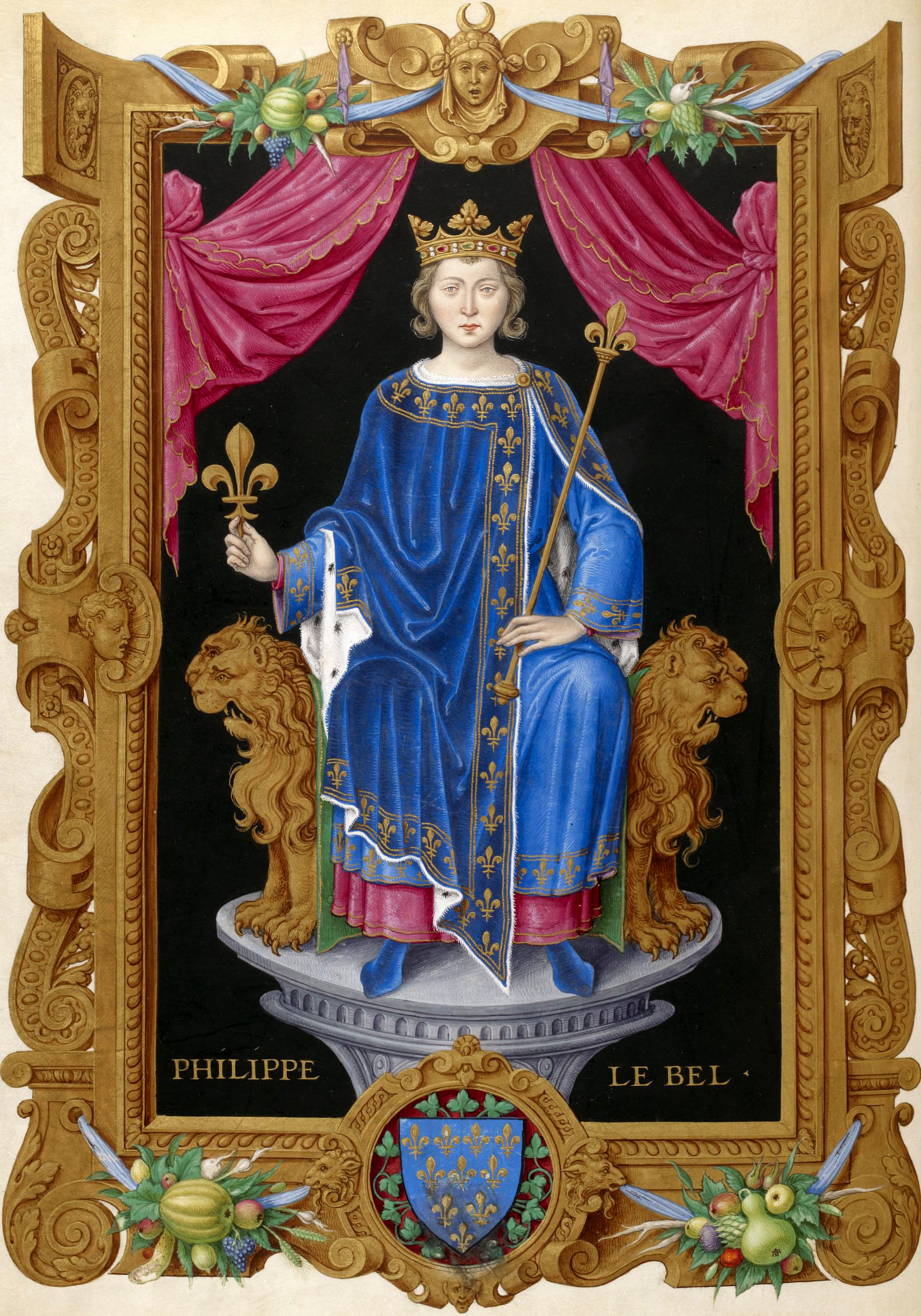
Philippe le Bel envahit le Tournaisis en 1313.

En 1146, alors que l'abbaye Saint-Martin compte 70 moines et que lla construction de la cathédrale Notre-Dame était déjà bien avancée, le diocèse de Tournai redevient indépendant de celui de Noyon, par décision du pape Eugène III. En 1147, la ville est érigée en « commune jurée » par les patriciens. La cathédrale romane est consacrée le 9 mai 1171.
Luttant contre les comtes de Flandre, Philippe Auguste accorde à la commune de Tournai deux chartes : en 1188 et en 1211. Ces chartes mettent fin à la seigneurie ecclésiastique : l'évêque Éverard d'Avesnes « rend » officiellement la cité au roi de France. Un lien de vassalité directe unit la ville de Tournai à la couronne de France. Elle peut s'administrer elle-même, selon ses propres intérêts, sans même la présence d'un représentant de l'autorité royale. 
L'évêque Étienne de Tournai, en place de 1191 à sa mort en 1203, emploie en vain ses talents de juriste pour défendre les droits de l’Église contre les empiètements de Philippe Auguste. Dans une lettre au roi du Danemark, il demande réparation pour les raids des Vikings sur Paris au milieu du IXe siècle, ce qui fait de lui le premier juriste européen à tenter d'obtenir réparation pour crimes de guerre. Simon de Tournai (1130-1201) fut un intellectuel de grand renom qui enseigna à Paris.
Directement sous la dépendance du roi, Tournai est un « boulevard de la monarchie à l'extrémité nord du domaine royal » par rapport à des vassaux revendicatifs comme le comte de Flandre. Baudouin VI de Hainaut (Baudouin de Constantinople), s'allie avec les Anglais après le refus du roi de France de lui rendre des terres et fait le siège de Tournai, mais sans succès. Son beau-fils, le comte Ferrand prend Tournai le 1er octobre 1213 avec l'aide de l'empereur Otton de Brunswick, mais la ville retourne à la couronne après leur défaite de 1214 à Bouvines.
Après cette période troublée, la commune prospère. La ville est administrée par trois collèges, les « consistoires » des jurés, des échevins et des eswardeurs. Ensemble, ces consistoires forment les « Consaux », nom des autorités communales jusqu'à la fin de l'Ancien Régime. Les Consaux siègent à la Halle des Consaux, aujourd'hui disparue.
Les pouvoirs communaux grignotent les pouvoirs concurrents de l'évêque ou du châtelain et achètent des terres, comme ce fut le cas avec les quartiers du Bruille et des Chauffours achetés en 1295 à la châtelaine Marie de Mortagne. Ce dernier quartier — également situé sur la rive droite de l'Escaut — comprenait Allain et Warchin, des terres dépendant de l'Empire.
L'économie de la ville est florissante, grâce notamment à la production de draps, qui se vendait dans une halle construite à cet effet. La guilde des drapiers, la Charité de Saint-Christophe, s'affilie à la Hanse flamande de Londres. La pierre de Tournai est toujours très recherchée. La ville s'illustre aussi dans le domaine du chant polyphonique avec la messe de Tournai.
En 1313, le roi de France Philippe le Bel envahit le Tournaisis, s'empare de la châtellenie et des derniers droits de justice scabinale que celle-ci détenait. En 1321, l'évêque abandonne à Philippe V, en échange de la seigneurie de Wez, l'hommage et le fief de la châtellenie et de l'avouerie de Tournai ainsi que différents droits économiques. En 1323, c'est à l'avoué de vendre son office et ses droits à Charles le Bel. La commune se montre cependant si jalouse de son autonomie et parfois si revendicatrice qu'en 1332, le roi la supprime.

### Période de la guerre de Cent Ans

#### Relations de la commune et du roi au début de la guerre (1340-1367)

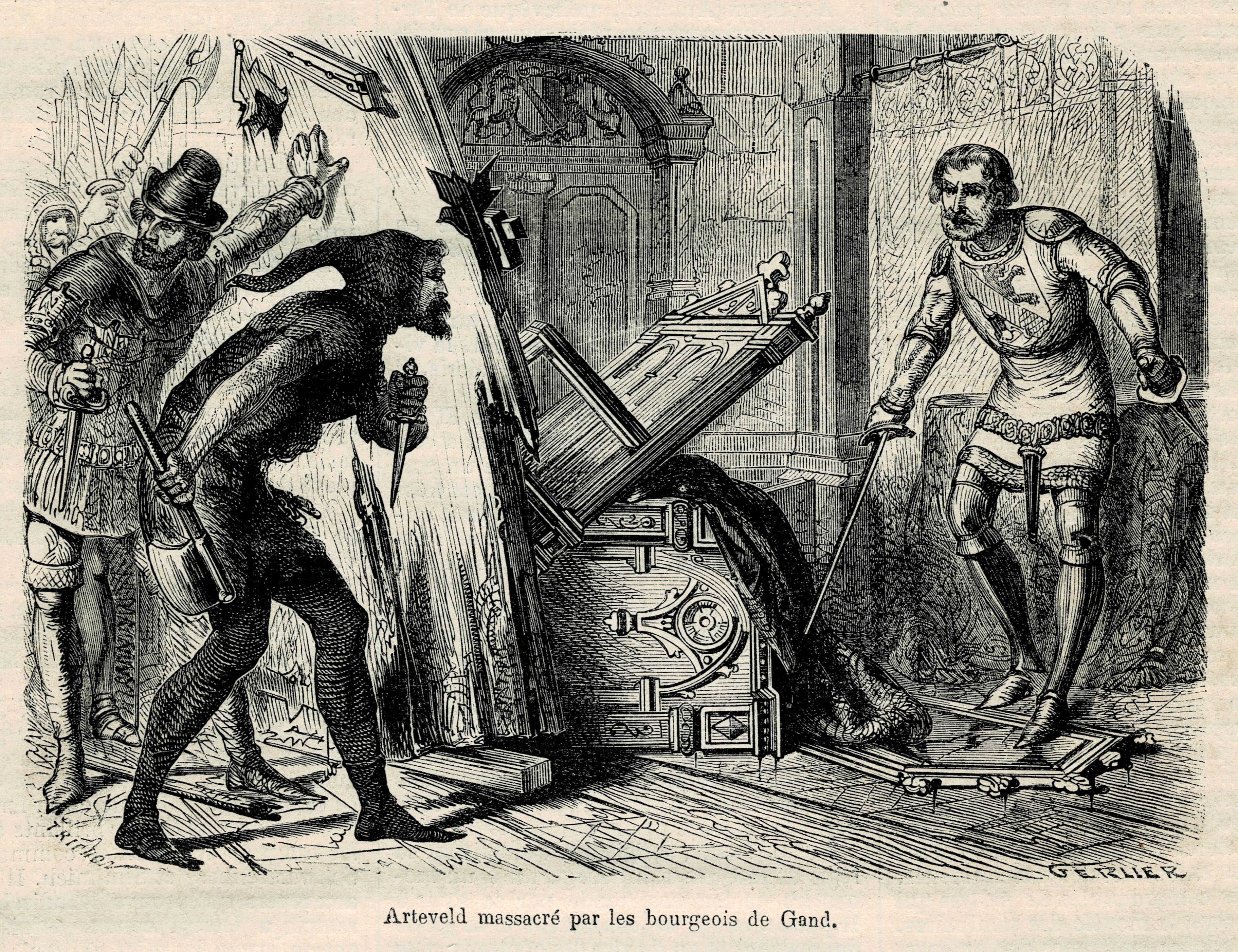
Des émeutiers assassinent Jacob van Artevelde en 1345.

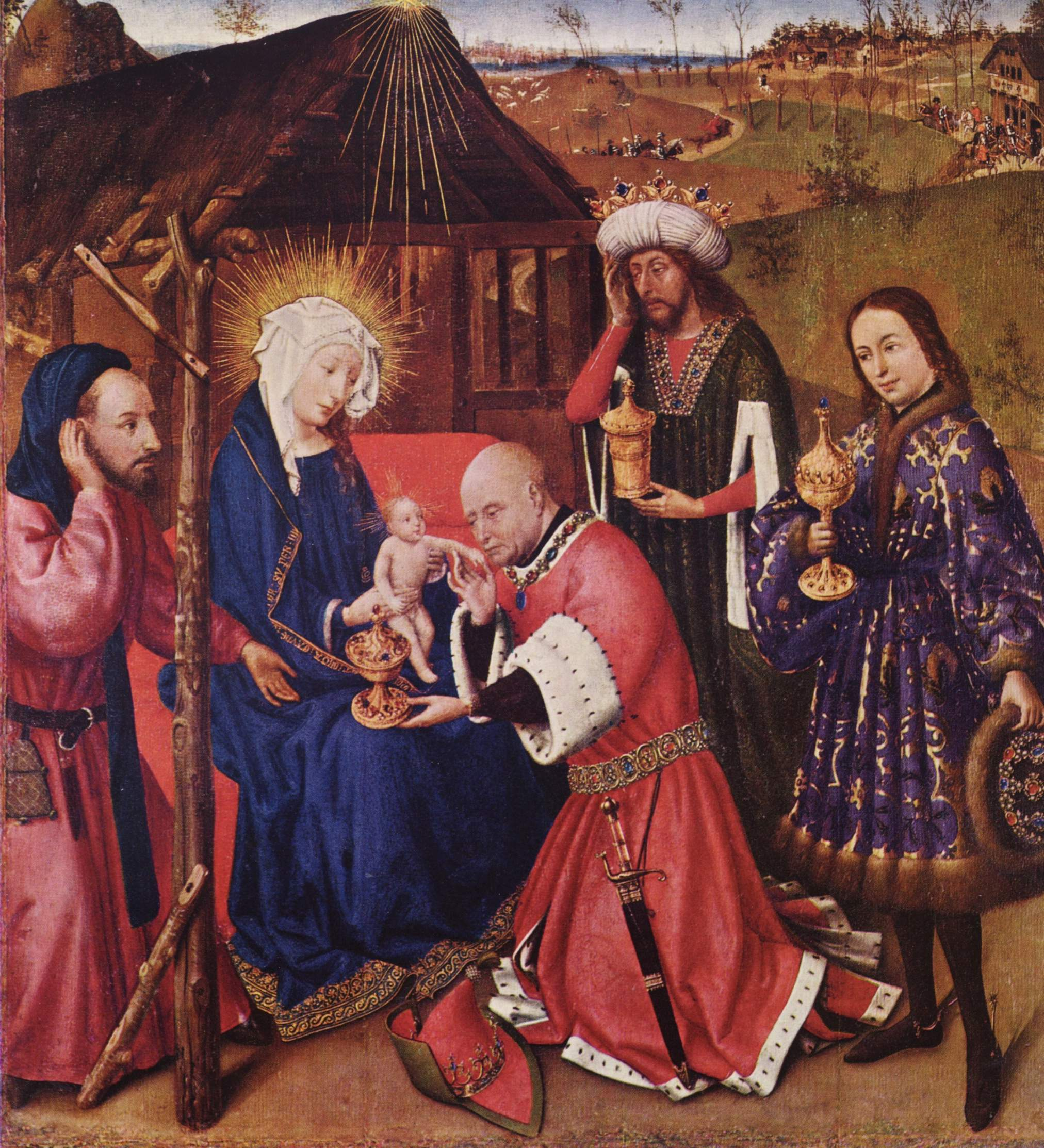
Jacques Daret, Les rois mages (1404)

Lors du siège de Tournai (1340) par les troupes anglaises d'Édouard III aidées par les milices de Jacques van Artevelde, la ville oppose une courageuse résistance. En récompense, le roi de France Philippe VI de Valois lui restitue le droit de commune et l'acquisition de tous les droits du châtelain, de l'avoué et de l'évêque. Un an plus tard, après l'achat de la moitié de la justice de Saint-Brice détenue par un parent des châtelains, la commune est enfin le seul seigneur de tout son territoire.
La commune est toutefois de nouveau supprimée en 1367 après des émeutes fiscales : les finances de la ville souffrent en effet de la guerre contre l'Angleterre, et les Tournaisiens sont sollicités de payer de nouveaux impôts, ce qu'ils refusent. Le 6 février 1370, les libertés communales sont rétablies, avec une nouvelle constitution qui donne tous les pouvoirs à l'aristocratie urbaine.

#### Entre France et Bourgogne sous Charles VI et Charles VII (1380-1429)

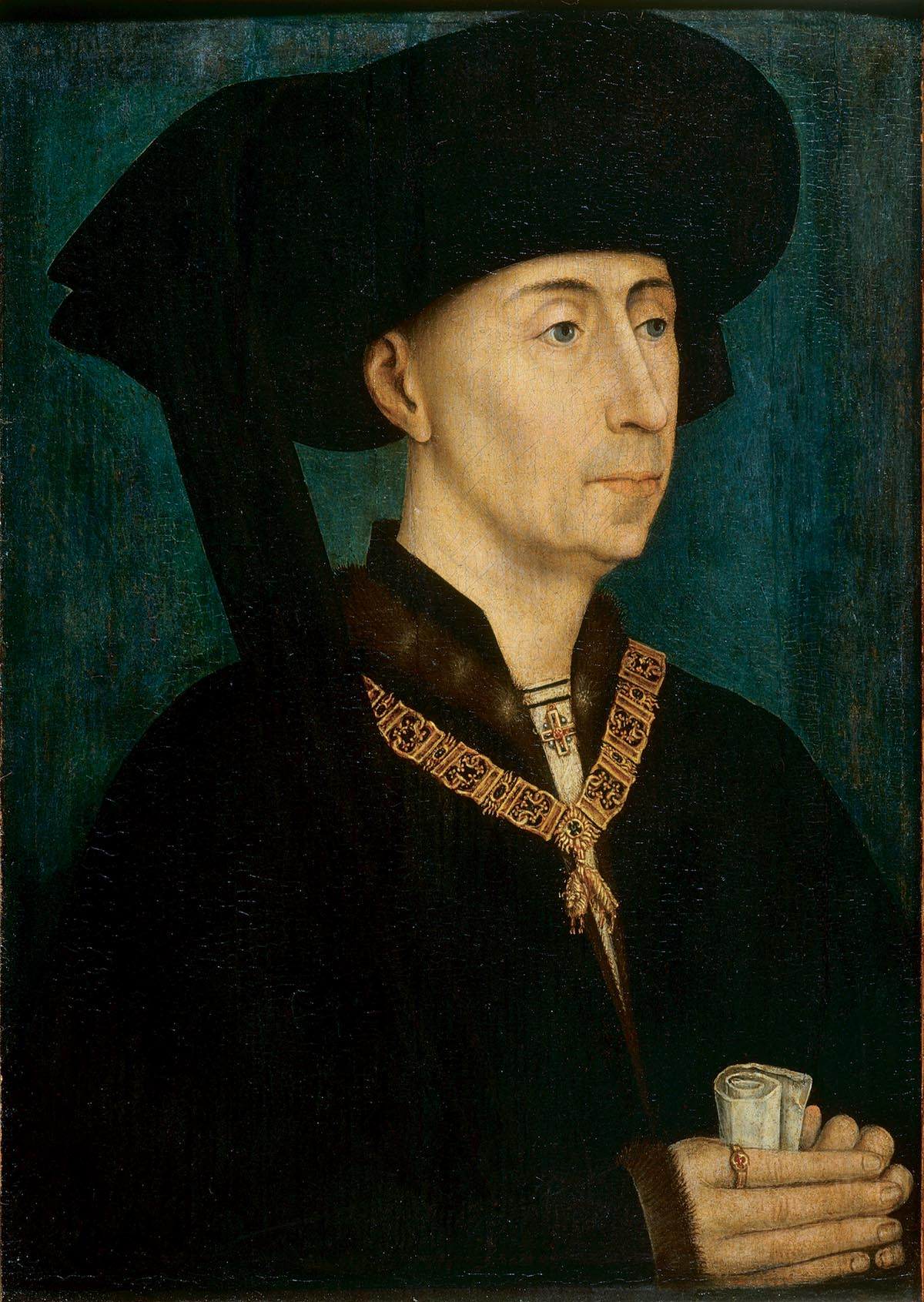
Sous Philippe le Bon (1396-1467), la ville est divisée entre les patriciens favorables à la maison de Bourgogne et les métiers fidèles au roi de France.

À la fin du XIVe siècle, un changement géopolitique important se produit au nord du royaume de France : le début de la prise en main des Pays-Bas par les ducs de Bourgogne de la maison de Valois, notamment par le premier d'entre eux, Philippe le Hardi, frère du roi Charles V, qui devient duc de Bourgogne en 1361, puis acquiert par mariage le comté de Flandre en 1384, ainsi que le comté d'Artois et le comté de Rethel. C'est le début d'une longue entreprise de formation des Pays-Bas bourguignons.
Tournai reste fidèle aux rois de France, y compris quand leur situation est au plus bas, sous le règne de Charles VI, dont la folie commence dans les années 1390, suscitant des conflits entre factions liées à ses oncles, duc d'Orléans et duc de Bourgogne. En 1407, après l'assassinat du duc d'Orléans, Louis Ier (frère de Charles VI), commence une guerre civile entre Armagnacs et Bourguignons. Les choses s'aggravent après la reprise de la guerre par les Anglais en 1415 (Azincourt), puis l'assassinat du duc de Bourgogne Jean sans Peur en 1419, à la suite duquel les Bourguignons et les Anglais s'allient contre le dauphin Charles.
Tournai fait partie des villes du royaume qui refusent en 1420 de reconnaître le traité de Troyes, qui écarte le dauphin du trône au profit du roi d'Angleterre, Henri V. Le dauphin trouve refuge dans le sud du royaume, notamment à Bourges, qui devient sa principale résidence.
L'importance politique croissante des métiers est due à une économie florissante, notamment dans l'industrie textile et la tapisserie. La ville est également réputée pour l'excellence de ses sculpteurs (notamment Jean de la Mer et l'auteur anonyme de la Vierge d'Arbois), ses peintres (Jacques Daret, Robert Campin et son élève Rogier van der Weyden) ainsi que ses enlumineurs qui gravitent autour de Jean Semont, dont la production a été récemment mise au jour. Le 8 juin 1423, les métiers mènent une révolution démocratique qui modifie les institutions de la ville et la place définitivement dans le camp de Charles VII. Les artisans regroupés en métiers » participent désormais au gouvernement de la ville au sein d'un quatrième collège, celui des doyens et sous-doyens des métiers, aux côtés de ceux des eswardeurs, des jurés et des échevins. Mais cette période de grande transformation prend fin dès 1428, lorsque les patriciens sont réinstallés au pouvoir, ce qui amènera quelques années plus tard le départ de Rogier de Le Pasture pour Bruxelles, où il prendra le nom de Van der Weyden en 1435.
Natif de Tournai, Jacques Despars (1380-1410) se signale par ses connaissances en médecine et ne théologie. Il est l'auteur d'un célèbre Commentaire su Avicenne.

Épanouissement artistique de la fin du XIVe siècle et début du XVe siècle
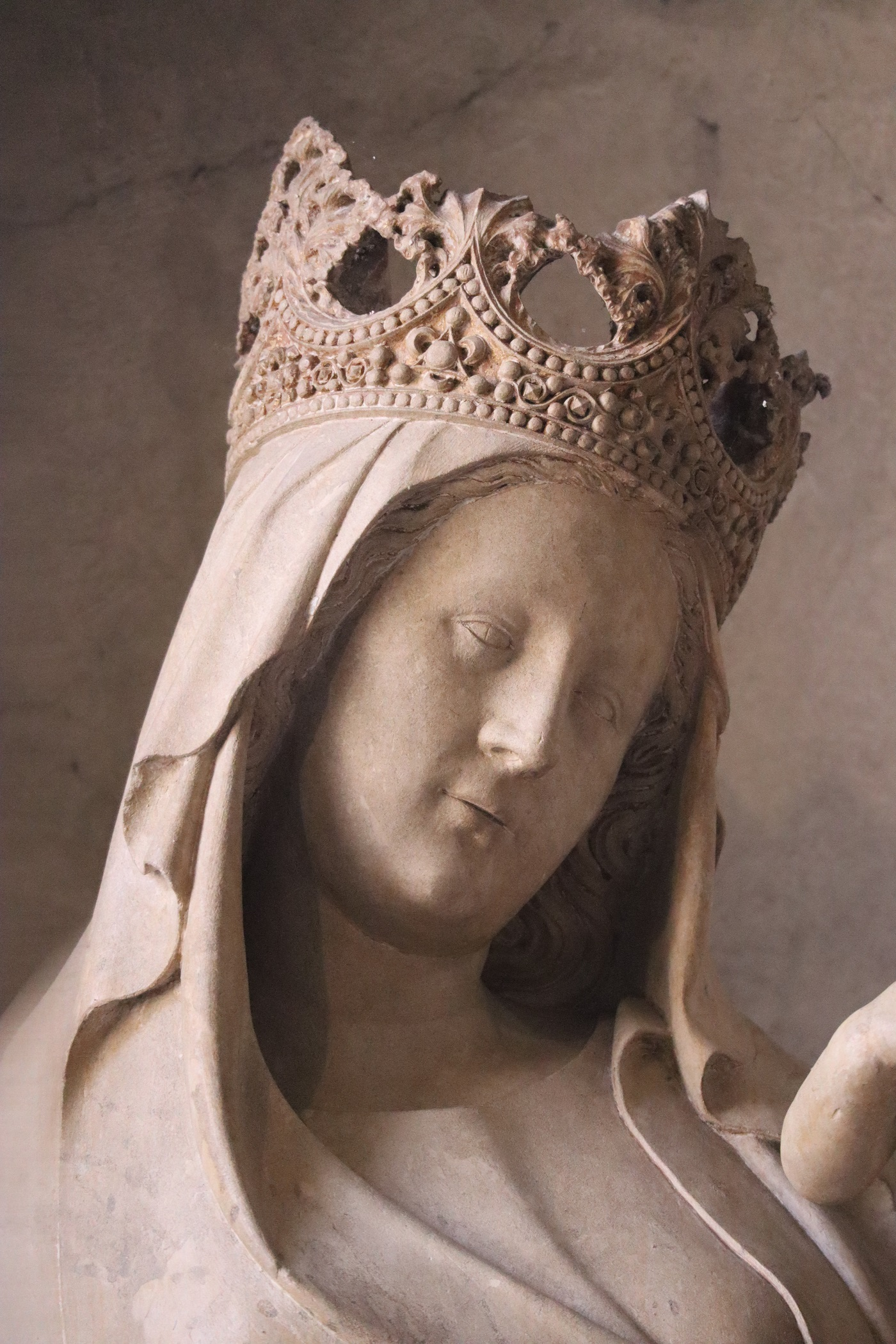
Vierge à l'enfant (détail), Tournai, vers 1375. Arbois, église Saint-Just.
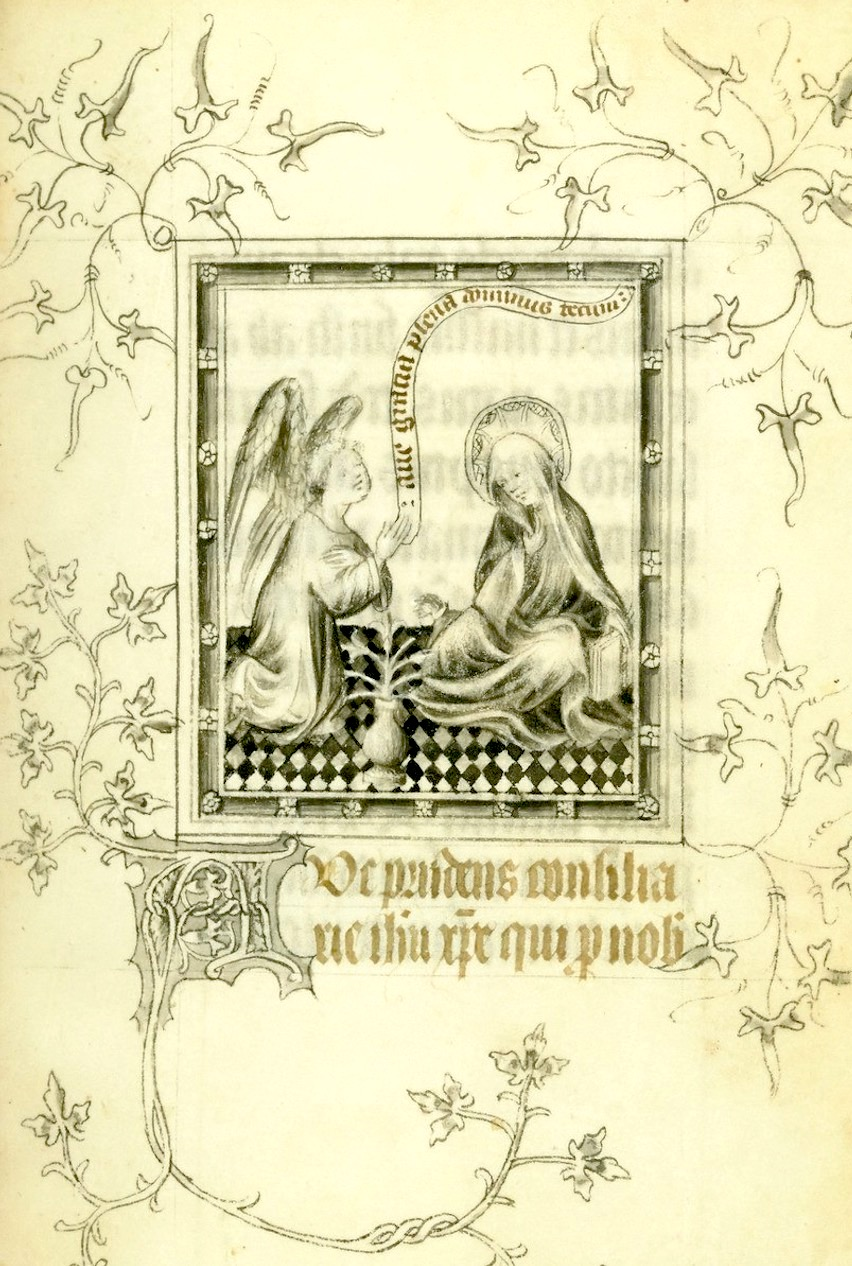
Maître aux fonds blancs, Annonciation, miniature d'un Livre de prières à l'usage de Tournai, vers 1410 (BNF)[n 5]
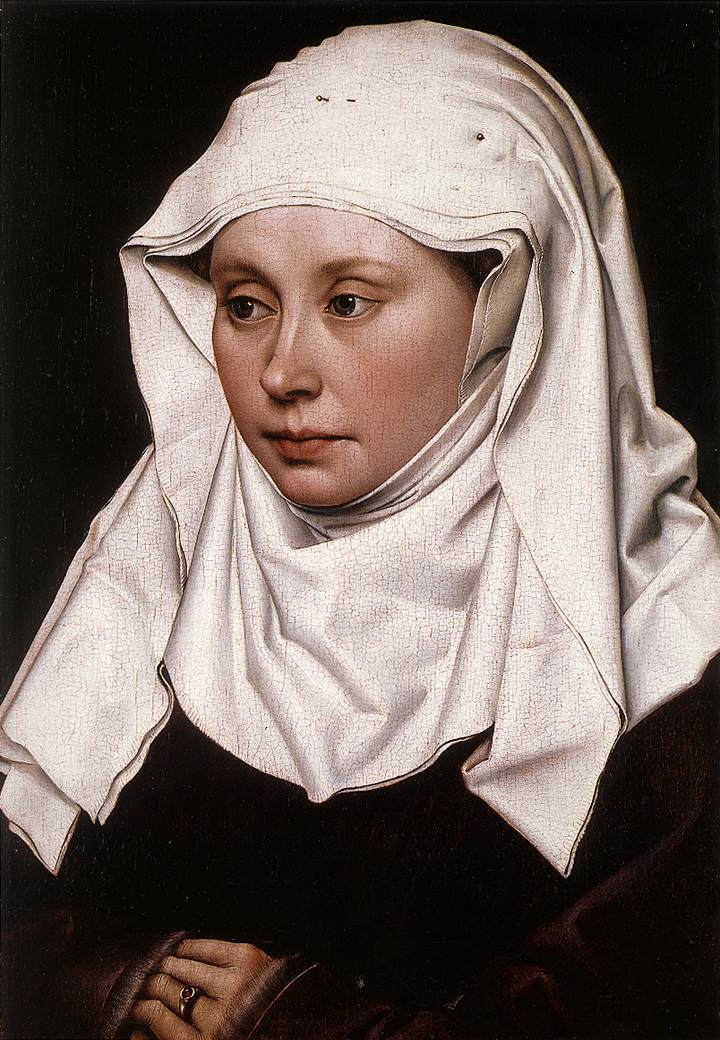
Robert Campin, Portrait d'une dame, vers 1430
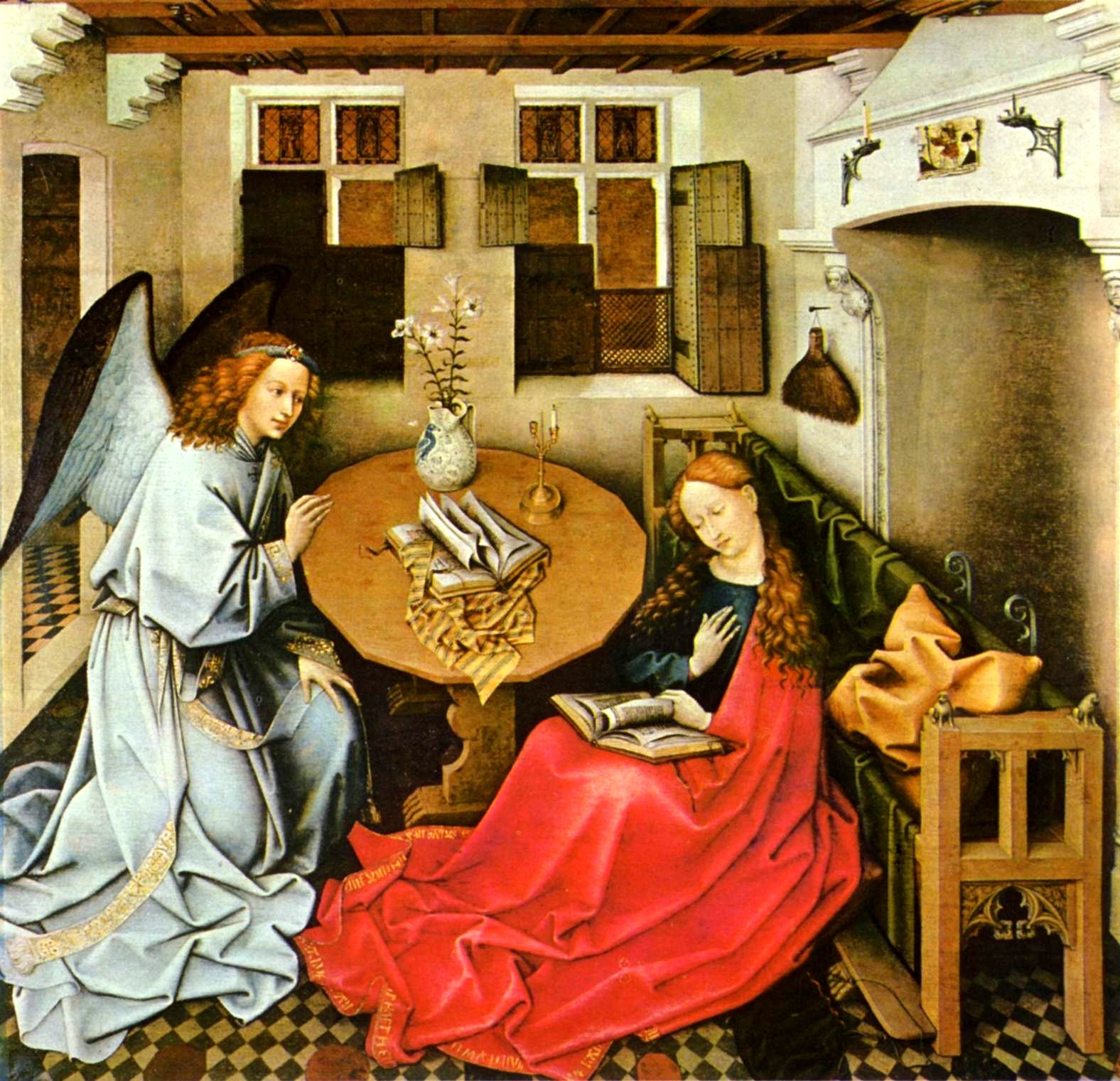
Entourage de Robert Campin, Annonciation, Tournai, vers 1420-1425 (Musées royaux de Bruxelles).
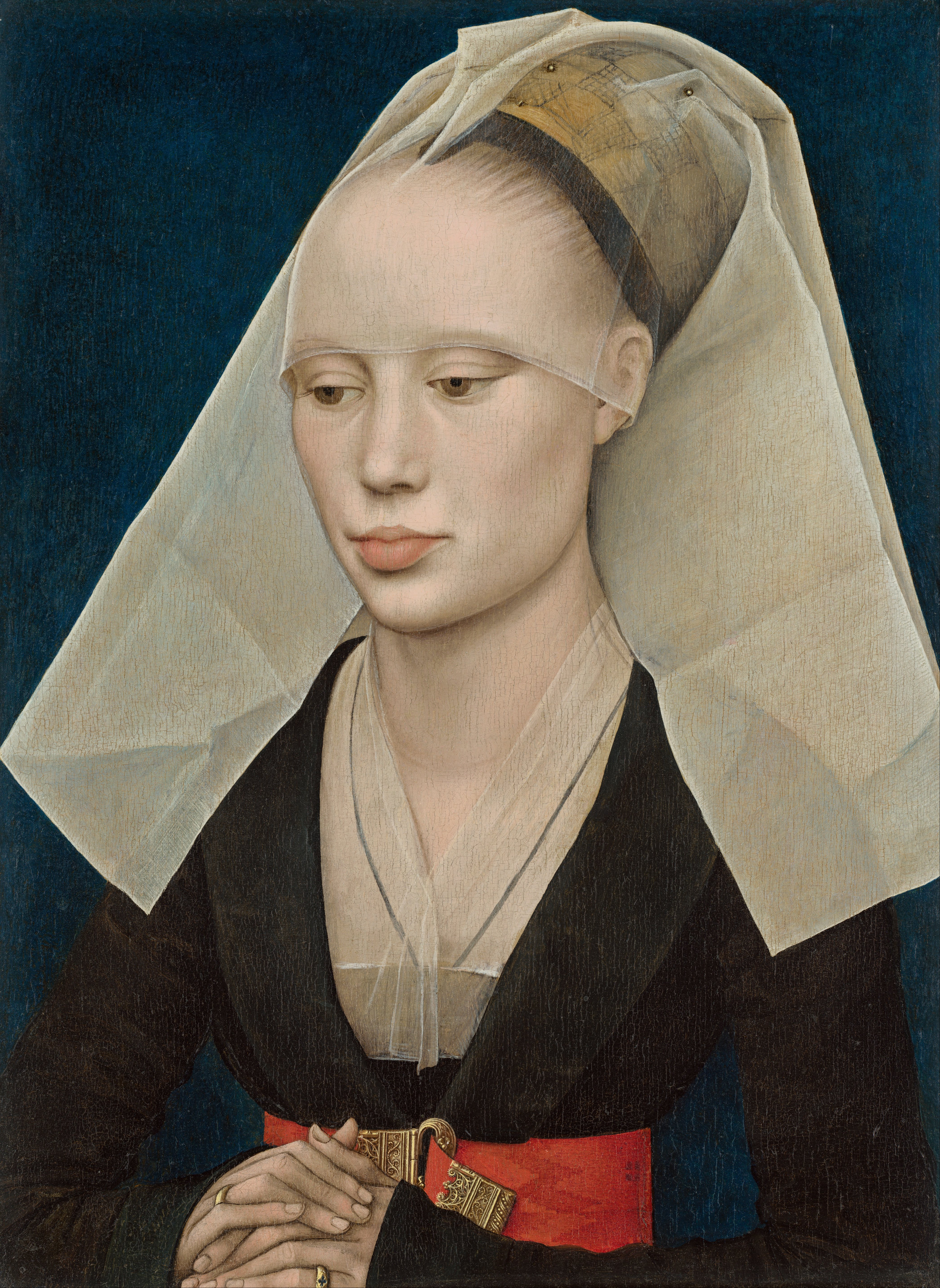
Rogier van der Weyden, Portrait d'une dame, vers 1460.

#### De l'épopée de Jeanne d'Arc (1429) au traité d'Arras (1435)
Dans la France du Nord et de l'Est, dominée par la maison de Bourgogne, deux entités sont restées fidèles au roi Charles VII : la commune de Tournai et la capitainerie de Vaucouleurs, qui inclut Domrémy, le village de Jeanne d'Arc. En 1429, Jeanne d'Arc s'engage dans la mission dont elle pense être chargée : libérer le royaume de France des Anglais. Après avoir rencontré Charles VII à Chinon, elle réussit à obliger les Anglais à lever le siège d'Orléans, position clef dans le royaume. Puis elle décide d'emmener le roi se faire sacrer à Reims, afin de lui donner la plus totale légitimité.

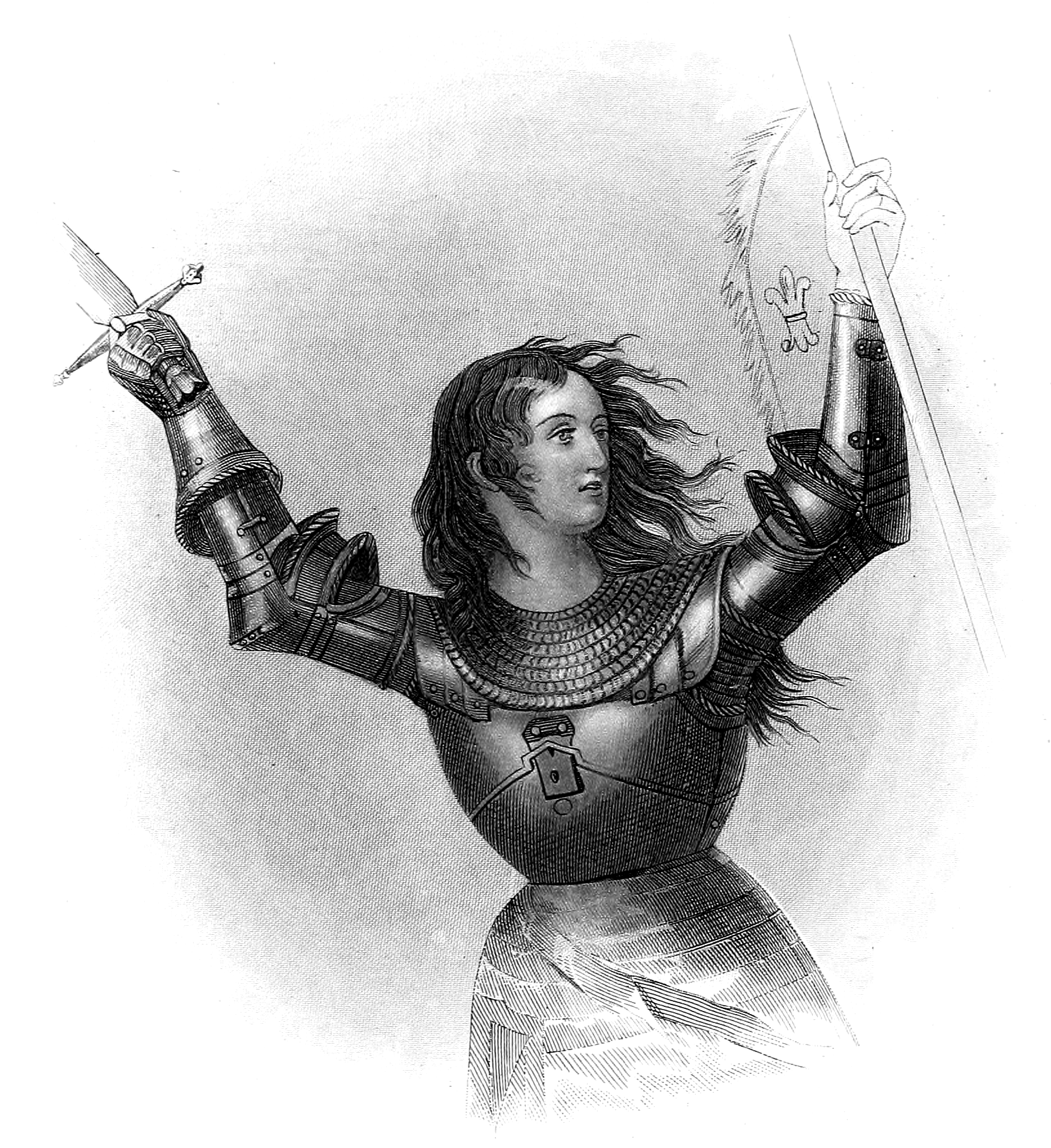
Jeanne d'Arc invite des représentants de la ville au sacre du roi Charles VII.

Informée de la fidélité de Tournai, elle adresse à ses habitants la lettre suivante : 

« Gentils et loyaux Français de la ville de Tournay, la pucelle vous fait savoir des nouvelles de par deça. En huit jours, elle a chassé les Anglais de toutes les places qu'ils tenaient sur la Loire, en les prenant d'assaut et autrement. Il y a eu beaucoup de morts et de prisonniers et elle les a mis en déroute. Sachez que le comte de Suffolk, son frère la Pole, le sire deTalbot, le sire de Scales et messire Jehan Falstaff, ainsi que plusieurs chevaliers et capitaines ont été pris. Le frère du comte de Suffolk et Glasdas sont morts. Maintenez vous bien loyaux Français, je vous en prie et je vous prie et vous demande d'être prêts à venir au sacre du gentil Roy Charles à Reims où nous serons bientôt. Venez au-devant de nous quand vous saurez que nous approcherons. Je vous confie à Dieu, Dieu vous soit en garde et vous donne la grâce de pouvoir maintenir la bonne cause du Royaume de France. Ecrit à Gien, le 25 e jour de juin. 
Aux loyaux Français de la ville de Tournay »

Une délégation tournaisienne assiste donc au sacre de Charles VII à Reims en 1429.
Après le sacre, et malgré la capture de Jeanne en 1430 (par les Bourguignons, qui la livrent aux Anglais), les Anglais son en position de faiblesse. En 1435, Philippe le Bon se réconcilie avec Charles VII, par le traité d'Arras.

### Période de paix (1435-1461) à la fin des règnes de Charles VII et Philippe le Bon

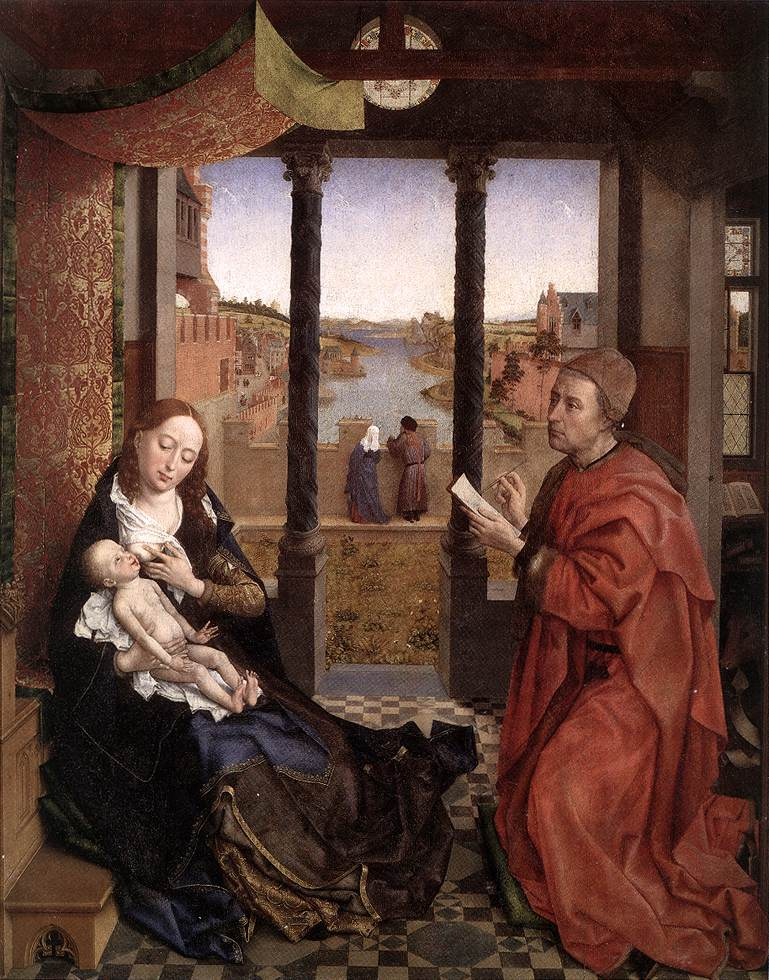
Saint Luc dessinant la Vierge, par Roger van der Weyden (1435).

À partir de 1435, la guerre de Cent Ans ne concerne plus que les régions du Sud-Ouest, où les Anglais ont encore de fortes positions, notamment la ville de Bordeaux, qui ne se soumet au roi qu'en 1453, après la bataille de Castillon, la dernière de la guerre de Cent Ans.
Dans le nord du royaume, la période de paix qui suit le traité d'Arras est un âge d'or pour la cité qui est alors renommée sur le plan de l'art. Ses peintres, ses tapissiers, ses sculpteurs sur pierre et ses fondeurs de laiton produisent énormément de chefs-d'œuvre. Issues de la grande école flamande, la peinture et la tapisserie tournaisiennes acquièrent des lettres de noblesse. Des maîtres comme Jacques Daret, Robert Campin, Roger van der Weyden sortent de la guilde de Saint-Luc, la corporation des peintres et les ateliers de tapisserie qui avaient souffert de la guerre de Cent Ans retrouvent leur éclat, notamment à la suite du déclin d'Arras. Ils exportent dans tout l'Occident et sont les fournisseurs attitrés des Ducs de Bourgogne qui maintenant règnent sur presque l'ensemble des Pays-Bas.

### Règne de Louis XI et conflit avec Charles le Téméraire (1461-1477)

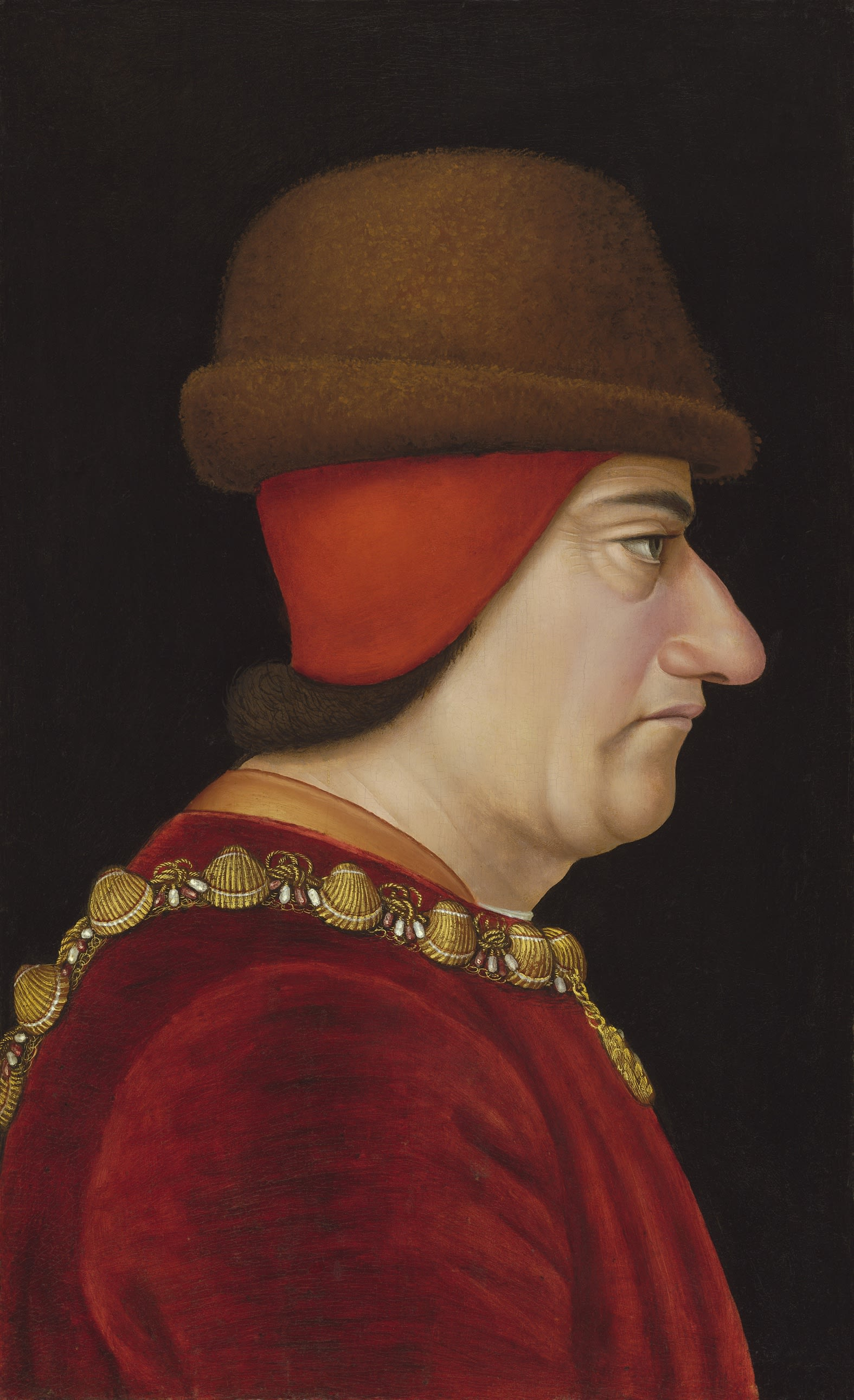
Louis XI compte sur la fidélité de Tournai à la couronne de France.

Ces rapports cordiaux se poursuivent sous Louis XI, qui « réservait dans ses plans un rôle spécial à Tournai [...] et sinon la désenclaver, du moins la rapprocher des terres royales. » Il fait ainsi appel à l'aide financière de la ville pour récupérer les villes cédées au traité d'Arras.
En 1464, Tournai offre une splendide réception au roi, qui reçoit les clefs de la ville des mains des magistrats. En 1477, le roi lui octroie quelques droits par lettres patentes.
Les Tournaisiens tentent pourtant de concilier ce loyalisme avec une prudente neutralité vis-à-vis de leurs puissants voisins, les ducs de Bourgogne. Ces derniers exercent une pression toujours plus forte sur la ville. En 1463, le comte de Charolais, le futur Charles le Téméraire, lance sans succès un coup de main sur Tournai[réf. nécessaire]. Tout au long du règne du duc Charles, ses relations avec Tournai seront d'autant plus orageuses que les habitants de la ville s'étaient risqués à le brocarder.
En avril 1477, après la mort du duc, Tournai est entraîné dans la Guerre de Succession de Bourgogne. Marie de Bourgogne, fille de Charles, entame des négociations avec les Tournaisiens pour obtenir leur neutralité dans le conflit qui l'oppose à Louis XI. Olivier Le Daim, l'homme de confiance du roi, introduit par ruse des troupes françaises dans la ville. Tournai se trouve donc sans l'avoir souhaité au cœur du conflit. Au cours de cette occupation, Louis XI rend de nouveau visite à Tournai en 1478, après le siège de Condé, auquel avait pris part un contingent tournaisien.
Peu après, la garnison française évacue la ville, qui sort économiquement affaiblie du conflit.

## Époque moderne
Peu après la mort de Charles le Téméraire, sa fille Marie épouse l'archiduc Maximilien, fils de l'empereur Frédéric III. Veuf en 1482, Maximilien devient régent de l'État bourguignon, notamment des Pays-Bas, jusqu'à l'avènement de son fils Philippe en 1496. En 1493, il a succédé à son père à la tête des Habsbourg et de l'empire. Il reprend la régence des Pays-Bas à la mort du duc Philippe (devenu roi de Castille par mariage) en 1506.

### Période de l'annexion anglaise (1513-1519)

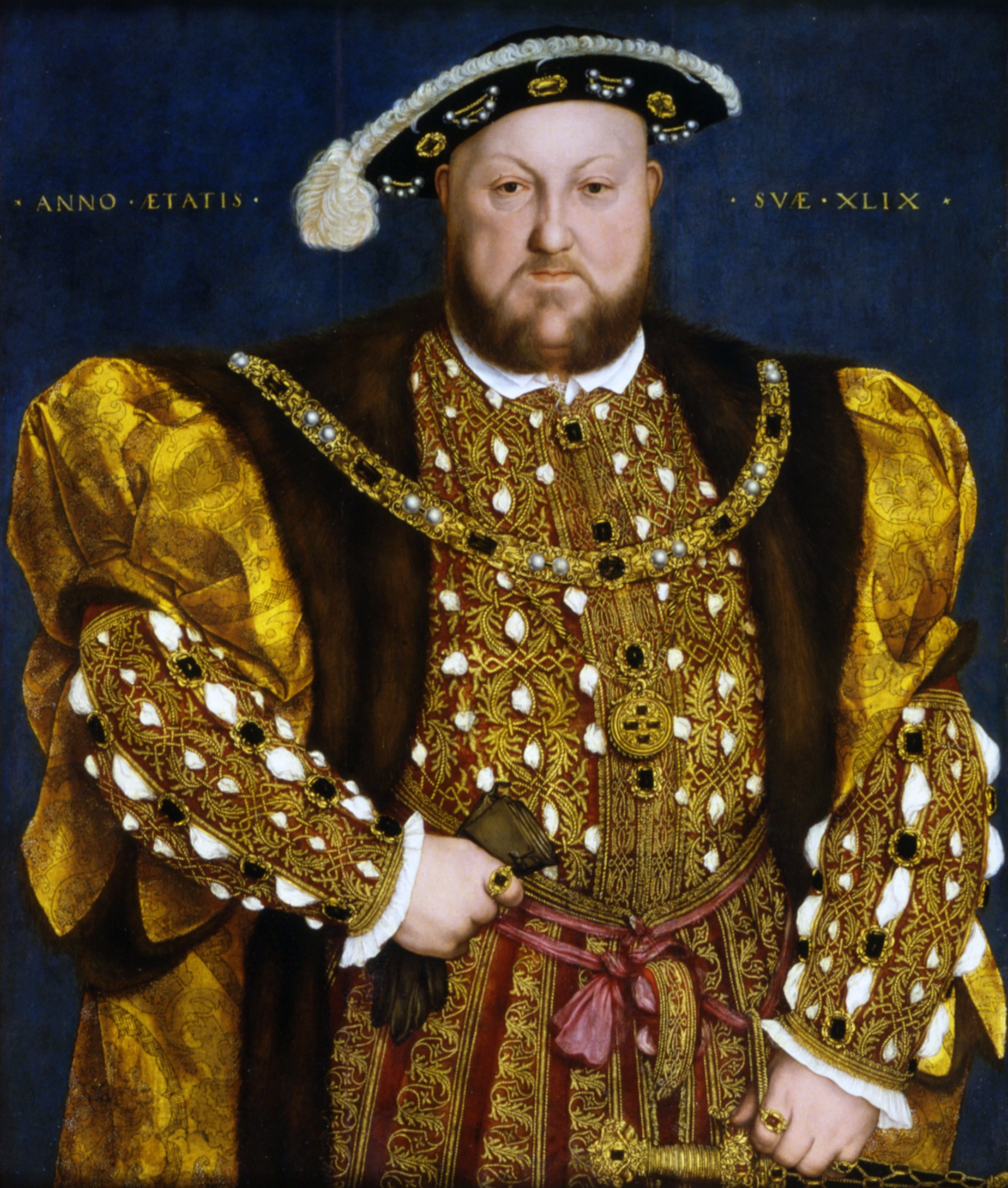
Henri VIII, par Hans Holbein (1540).

En 1512, au cours de la quatrième guerre d'Italie, une coalition, la Sainte Ligue (17 mai 1512) rassemble contre la France de Louis XII l'empereur Maximilien, le pape Léon X, le roi d'Aragon Ferdinand, aussi régent de Castille, et le roi d'Angleterre Henri VIII.
Celui-ci s'empare de Tournai en 1513 : la ville étant mal défendue par une petite garnison dotée de peu d'artillerie, la commune capitule après quelques jours de bombardement.
La période anglaise de Tournai commence officiellement le 25 septembre 1513, lorsque Henri VIII fait son entrée dans la ville. À cheval, vêtu d'une robe de drap d'or, portant un collier de pierreries et de perles, il se présente à la porte Sainte-Fontaine. Entouré de treize pages d'honneur portant une robe de drap d'or et d'un grand nombre de princes et de seigneurs et escorté par les huit cents archers de la garde, ils chevauchent dans Tournai et sont accueillis par les chanoines. Ces derniers élèvent au-dessus du roi un dais aux couleurs anglaises : velours rouge et bleu semé de fleurs de lys et de léopards. Et ils font ensuite le tour de la cathédrale puis le roi y entre où il «fait salutation à Dieu et à Notre-Dame». L'après-midi, Henri VIII se rend au marché près du beffroi, pour recevoir le serment de fidélité du peuple.
Henri VIII considérant que la cité de Tournai fait partie intégrante de son royaume, Tournai et le Tournaisis sont une constituency et peuvent envoyer deux députés à la Chambre des communes, ce que la ville fait en 1515. Le roi d'Angleterre laisse en ville 20 000 cavaliers et 4 000 fantassins, logés dans le quartier de Bruille. Ce quartier s'appellera par la suite « quartier du Château » car le roi d'Angleterre y a fait construire une citadelle pour son armée. De cette citadelle détruite en 1669-1688 lors de l'aménagement des fortifications par Vauban, il reste une imposante tour dont les murs font près de 7 mètres d'épaisseur et que l'on nomme aujourd'hui la Tour Henri VIII.
À la suite du Traité de Londres signé en octobre 1518, les Anglais restituent la ville à François Ier, qui la rachète avec l'aide financière des Tournaisiens. Tournai est la seule ville de l'actuelle Belgique à avoir été gouvernée par la couronne d'Angleterre.

### Conquête par Charles Quint (1521) et entrée dans les Pays-Bas des Habsbourg

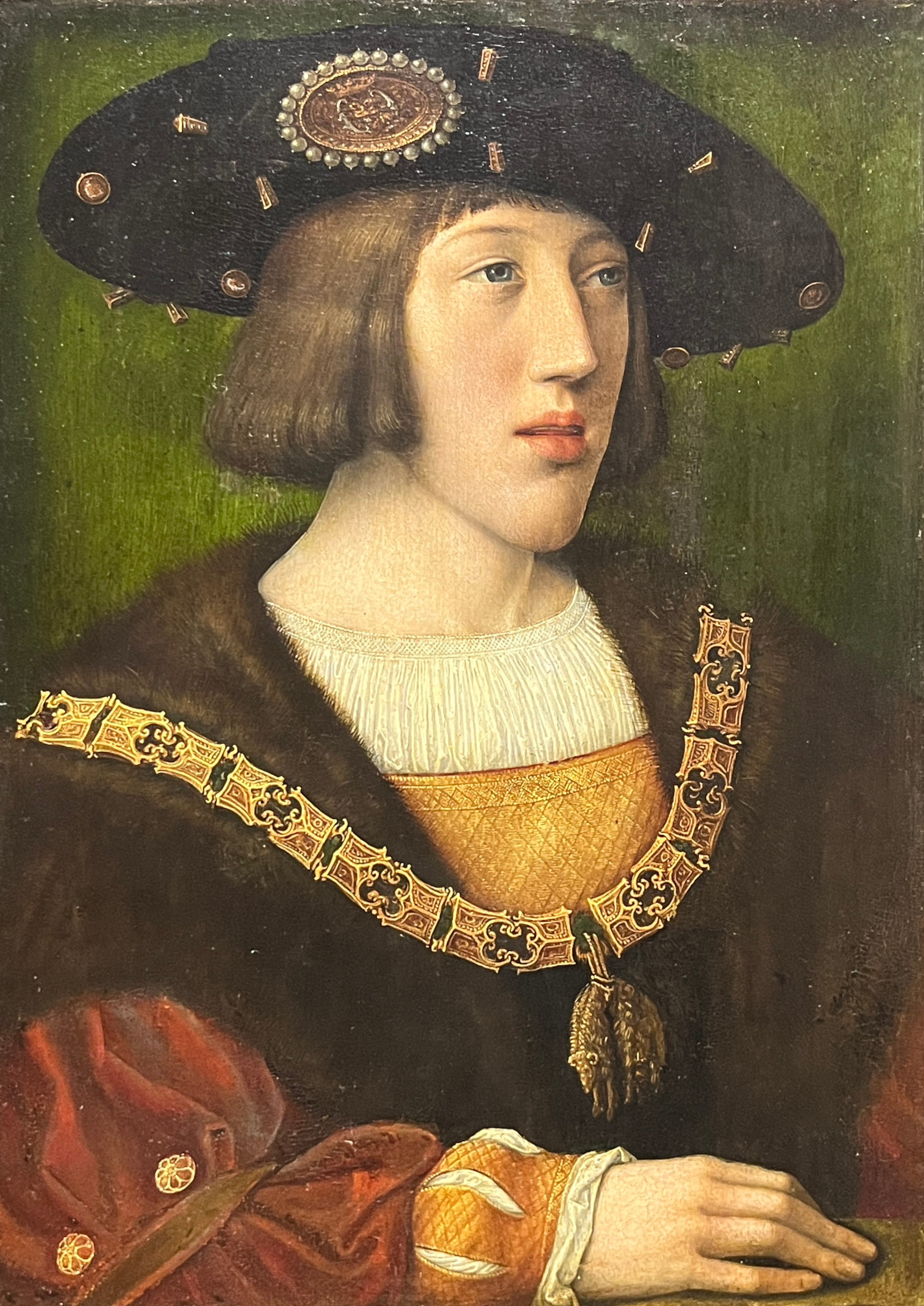
Portrait de Charles Quint adolescent par Bernard van Orley (vers 1516).

Le retour à la couronne de France ne dure pas longtemps. En 1521, Charles Quint, né en 1500 à Gand, petit-fils de Marie de Bourgogne et de Maximilien d'Autriche, devenu maître des Pays-Bas bourguignons (les « Dix-sept Provinces des Pays-Bas », dont le comté de Flandre), mais aussi roi d'Espagne et chef de la maison d'Autriche, élu empereur en 1520, se trouve en guerre contre François Ier lors de la sixième guerre d'Italie.
Charles Quint s'empare de Tournai, ville française enclavée dans ses possessions de Flandre, au terme d'un blocus de trois mois et d'un siège de six semaines. La ville capitule le 3 décembre 1521, la citadelle résiste quinze jours de plus. L'empereur réalise un vieux rêve des ducs de Bourgogne : la fin de la présence française dans cette région. Les Tournaisiens crient « Vive Bourgogne » lors de l'entrée des troupes de Charles Quint dans leur ville.
Sitôt la ville conquise, Charles modifie l'organisation du gouvernement communal, supprimant le consistoire des eswardeurs et celui des doyens des métiers.
Par un décret d'annexion du 15 février 1522, Tournai entre dans le comté de Flandre et Charles Quint, comte de Flandre, devient « seigneur de Tournai ». Dans les faits, la dépendance ne sera effective qu'en matière judiciaire, le  Conseil de Flandre devenant cour d'appel pour les tribunaux de Tournai. Pour le reste, Tournai vote ses propres subsides, a ses propres états et envoie ses propres députés aux États généraux des Pays-Bas.
De 1525 à 1530, la ville est le siège d'une université : l'université de Tournai.
En 1526, par le traité de Madrid, conclu à la suite de victoire de Charles Quint à Pavie, le roi de France abandonne définitivement ses droits féodaux sur les comtés de Flandre et d'Artois, ainsi que sur la châtellenie de Tournai, qui deviennent des terres d'empire.
L'appartenance de Tournai à la Flandre et aux Pays-Bas est officialisée en 1549 par la Pragmatique Sanction. Ce document ne mentionne même pas Tournai car elle fait clairement partie du comté de Flandre. Ce texte établit que les Pays-Bas, les Dix-sept Provinces dont a hérité Charles Quint, sont une entité séparée du Saint-Empire romain germanique. La Pragmatique Sanction prolonge un décret de Maximilien d'Autriche, qui avait déjà fait des fiefs d'Empire des Pays-Bas (Hainaut, Brabant, Hollande, Zélande, etc.), une entité particulière dans l'empire, le « cercle de Bourgogne » (1512).
Lorsque Charles Quint abdique ses fonctions dans les années 1555-1557, il attribue les Pays-Bas à son fils Philippe, en même temps que la couronne d'Espagne, alors que ses possessions autrichiennes (dont la Hongrie et la Bohême) reviennent à son frère Ferdinand, qui sera aussi élu empereur. On peut donc désormais parler des « Pays-Bas espagnols ».
Comme Charles Quint, le roi d'Espagne est représenté dans chaque province par un gouverneur (stathouder), et par un gouverneur général des dix-sept provinces, résidant à Bruxelles (duché de Brabant) : Philippe II nomme d'abord à ce poste Emmanuel-Philibert de Savoie, puis, en 1559, sa demi-sœur Marguerite de Parme, qui a le titre de « gouvernante ».

### Tournai dans larévolte des Gueux(1566-1568)

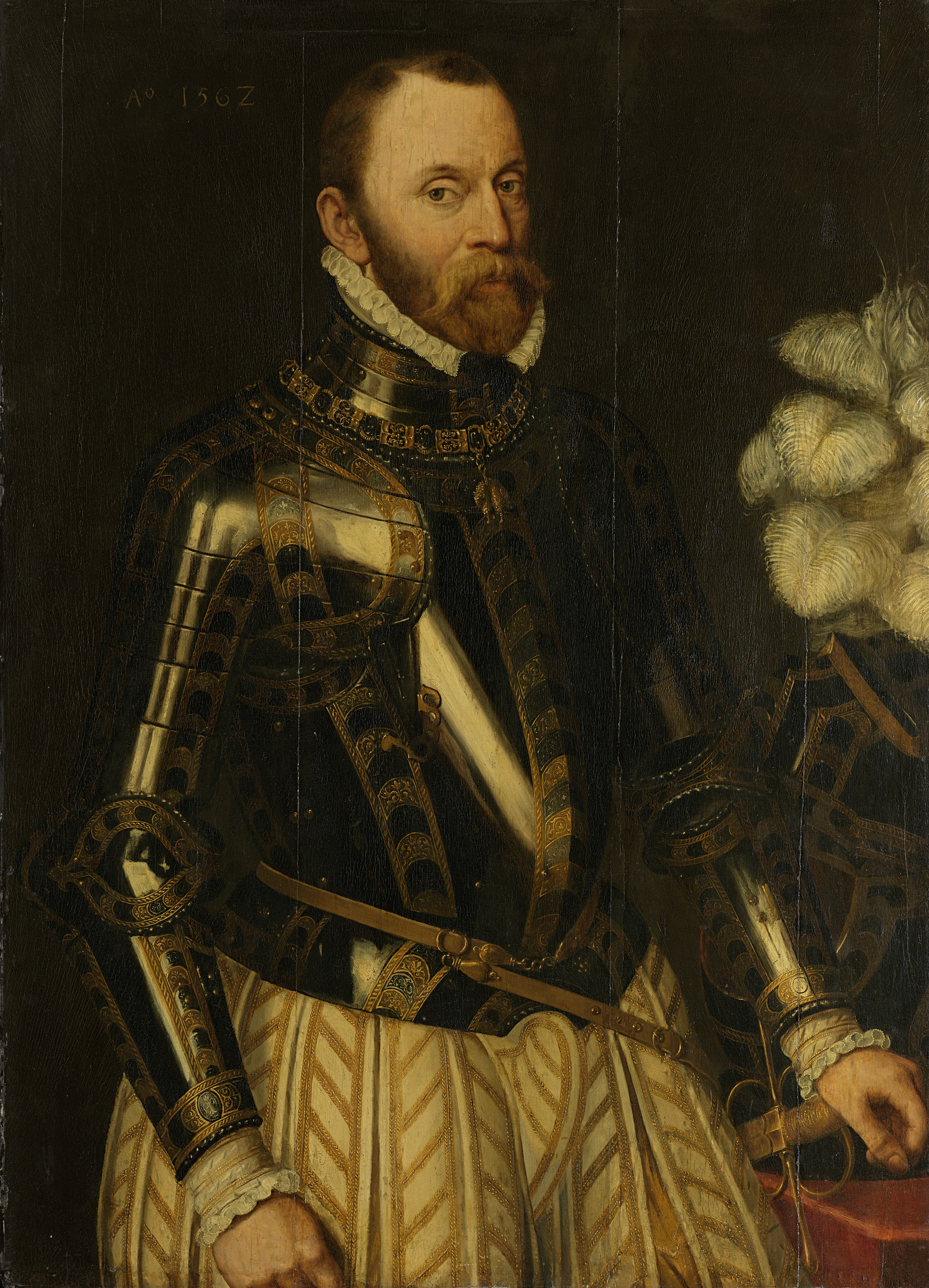
Philippe de Montmorency (1524-1568).

La Réforme, apparue en 1517-1521 en Allemagne, touche ensuite largement les Pays-Bas, malgré la politique de répression menée par Charles Quint (établissement de l'Inquisition dès 1524), puis Philippe II. Tournai ne fait pas exception, les protestants y sont nombreux en 1566, lorsque les tensions politiques et religieuses entre le roi d'Espagne et les élites néerlandaises débouchent sur la « révolte des Gueux », qui débute au mois d'avril 1566 (banquet des Gueux). En août, la révolte prend une dimension extraordinaire avec deux semaines de « furie iconoclaste », phénomène qui touche de nombreuses villes, notamment dans les provinces méridionales : des calvinistes radicaux saccagent les lieux de cultes catholiques (églises, couvents), sous prétexte de lutte contre l'« idolâtrie » qu'ils perçoivent dans les statues des saints. À Tournai, la crise iconoclaste a lieu les 23 et 24 août.
Le gouvernement envoie d'abord Philippe de Montmorency, comte de Horn, un ami du comte d'Egmont et de Guillaume d'Orange, pour rétablir l'ordre. Jugé trop peu zélé, il est rappelé à Bruxelles et remplacé par Philippe de Noircarmes, gouverneur du Hainaut, qui inaugure une période de répression implacable : de septembre 1567 à fin novembre 1569, 152 personnes seront exécutées sur la Grand-place de Tournai, ce qui conduit de nombreux protestants tournaisiens à choisir l'exil.
Peu après son intervention à Tournai, Noircames établit le siège de Valenciennes, qui capitule le 24 mars 1567.
Un changement majeur est l'arrivée aux Pays-Bas du duc d'Albe (août 1567), avec 10 000 hommes ; il fait arrêter Egmont et Horn, qui sont ensuite tous deux condamnés à mort, amenant la fuite à l'étranger de Guillaume d'Orange et de centaines d'autres Néerlandais, ainsi que le retrait de Marguerite de Parme, remplacée par ce même duc d'Albe (1567).

### Tournai dans laguerre de Quatre-Vingts Ans(1568-1648): le siège de 1581

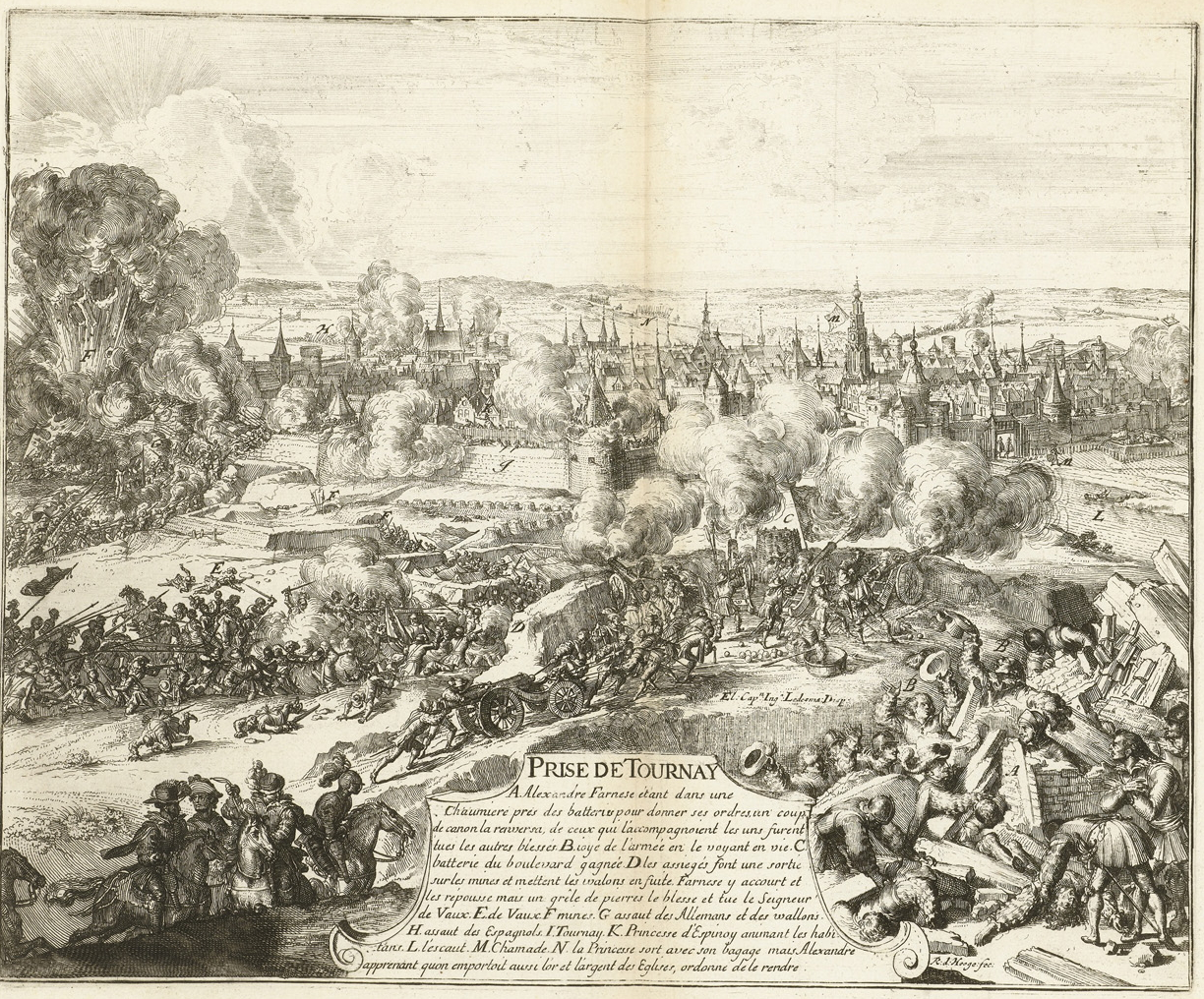
Siège de Tournai, 1581.

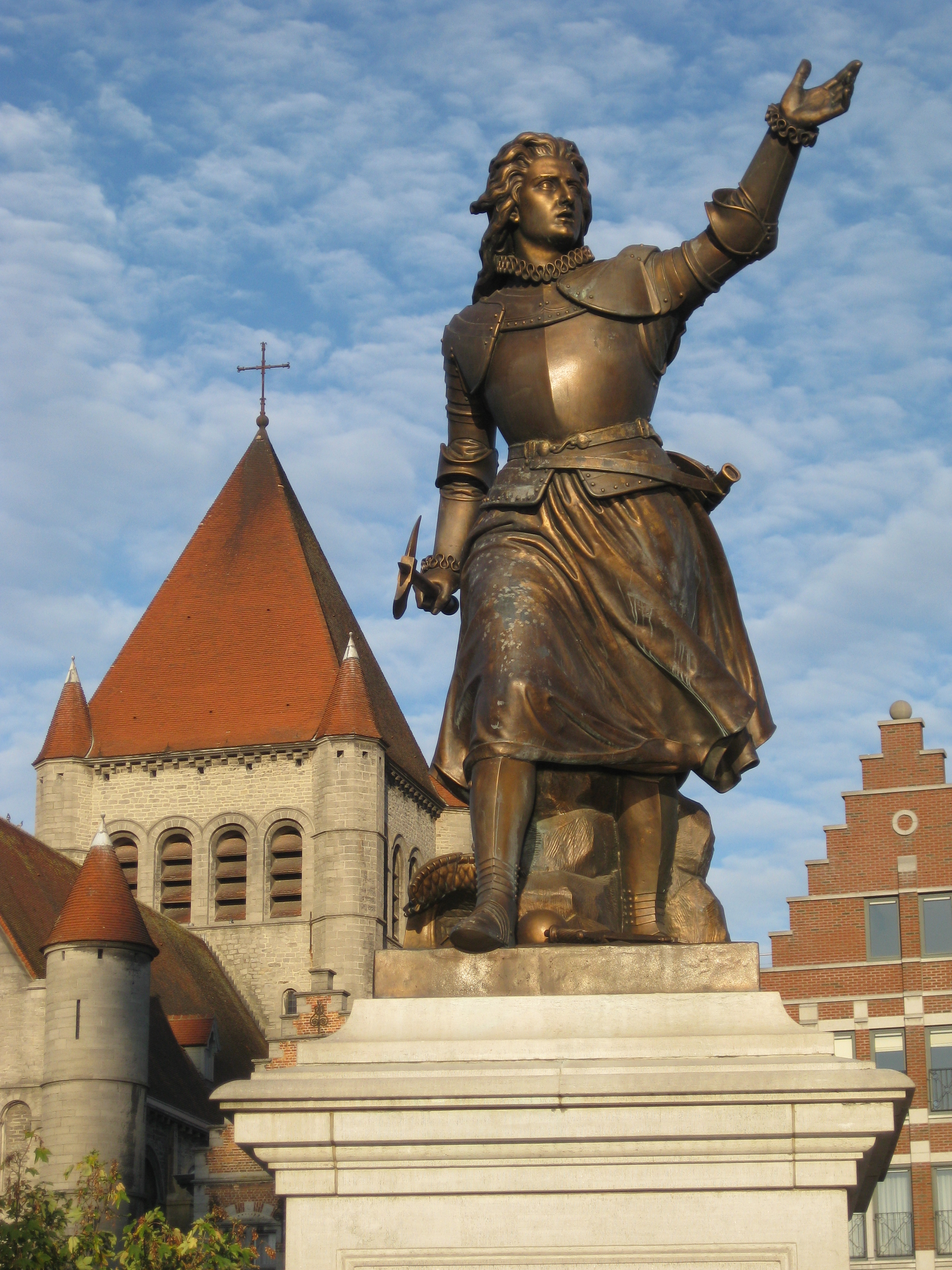
Statue de Christine de Lalaing à Tournai

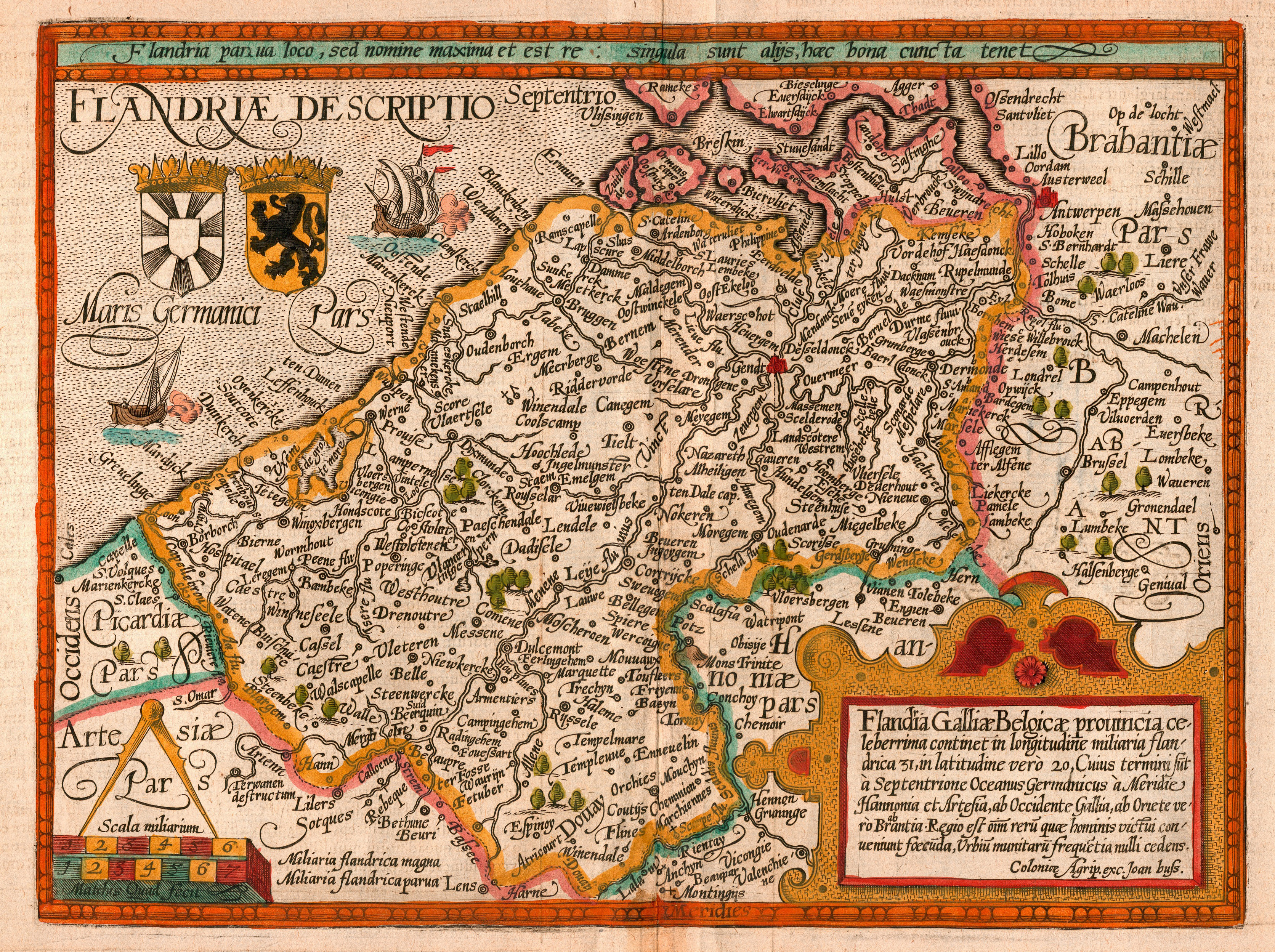
Carte du comté de Flandre en 1609 par Matthias Quad et Johannes Bussemacher, Cologne.

En 1568, l'offensive lancée par Guillaume d'Orange contre le duc d'Albe (bataille de Rheindalen) marque le début de la guerre de Quatre-Vingts Ans. La campagne de 1568 est cependant un échec pour les insurgés (bataille de Jodoigne en octobre). Après une période de calme, la guerre reprend en 1572, lorsque les gueux de mer, corsaires au service de Guillaume d'Orange, prennent le port de Brielle près de Rotterdam. 
En octobre 1576, les états généraux nomment gouverneur de Tournai et du Tournaisis Pierre de Melun, qui s'est signalé par son opposition à l'occupant espagnol. En novembre 1576, les états généraux, exaspérés par la lourdeur des impôts et les exactions des troupes espagnoles, notamment lors du sac d'Anvers (7 novembre), signent un traité, la pacification de Gand (8 novembre), puis en 1577, un second, l'union de Bruxelles. La ville de Tournai souscrit aux deux. À la suite de la pacification de Gand, de nombreux protestants rentrent à Tournai.
En 1579, la situation se complique : les « Malcontents » catholiques des provinces méridionales, opposants à la monarchie espagnole, mais inquiets des progrès du protestantisme, créent l'Union d'Arras. Les protestants répliquent par la création de l'Union d'Utrecht. Le gouverneur général des Pays-Bas, alors Alexandre Farnèse, essaie de tirer avantage de cette fracture pour rétablir l'autorité du roi d'Espagne en s'alliant aux Malcontents. Pierre de Melun, quant à lui, qui s'efforce d'administrer Tournai dans un esprit de conciliation entre protestants et catholiques, reste fidèle aux états généraux.
En 1581, Farnèse profite de l'absence de Pierre de Melun pour venir mettre le siège devant Tournai. La ville ne dispose que d'une petite garnison face aux 16 000 fantassins et aux 5 000 cavaliers de Farnèse, mais les défenseurs vont être galvanisés par l'attitude de l'épouse du gouverneur, Christine de Lalaing, princesse d'Epinoy. Haïssant Philippe II, elle s'oppose aux notables qui souhaitent négocier et encourage les défenseurs jusque sur les murailles. Cependant, au bout de deux mois, marqués par 23 combats et 12 sorties des assiégés, la ville, ne pouvant plus compter sur aucun secours, se rend le 30 novembre 1581. Les défenseurs sont autorisés à quitter la ville avec armes et bagages et Alexandre Farnèse rend hommage à cette occasion à Christine de Lalaing, qui a suscité son admiration. Les protestants, dont beaucoup sont des citoyens actifs de la ville, ont un an pour liquider leurs affaires et émigrer. Leur départ contribue au déclin économique de Tournai.
L'année 1581 est marquée par le vote par les états généraux de la déchéance de Philippe II comme souverain des Pays-Bas (acte de La Haye) suivie par des tentatives pour trouver un nouveau souverain. Ayant échoué, les états proclament la république des Provinces-Unies. Mais seules les provinces du nord sont effectivement libres, l'armée espagnole contrôle les provinces du sud, dont la population protestante va diminuer très rapidement.
Dans ces conditions, Tournai cesse de jouer un rôle notable dans la guerre. Ruinée, elle ne se remet que très lentement sous les gouvernorats des archiducs Albert et Isabelle.
La guerre de Quatre-Vingt Ans s'achève soixante-cinq ans plus tard par la défaite partielle de l'Espagne, qui conserve dix provinces, mais reconnait l'indépendance de la République des sept provinces unies des Pays-Bas (traité de Münster, 1648).

### Tournai français sous Louis XIV (1668 - 1713)

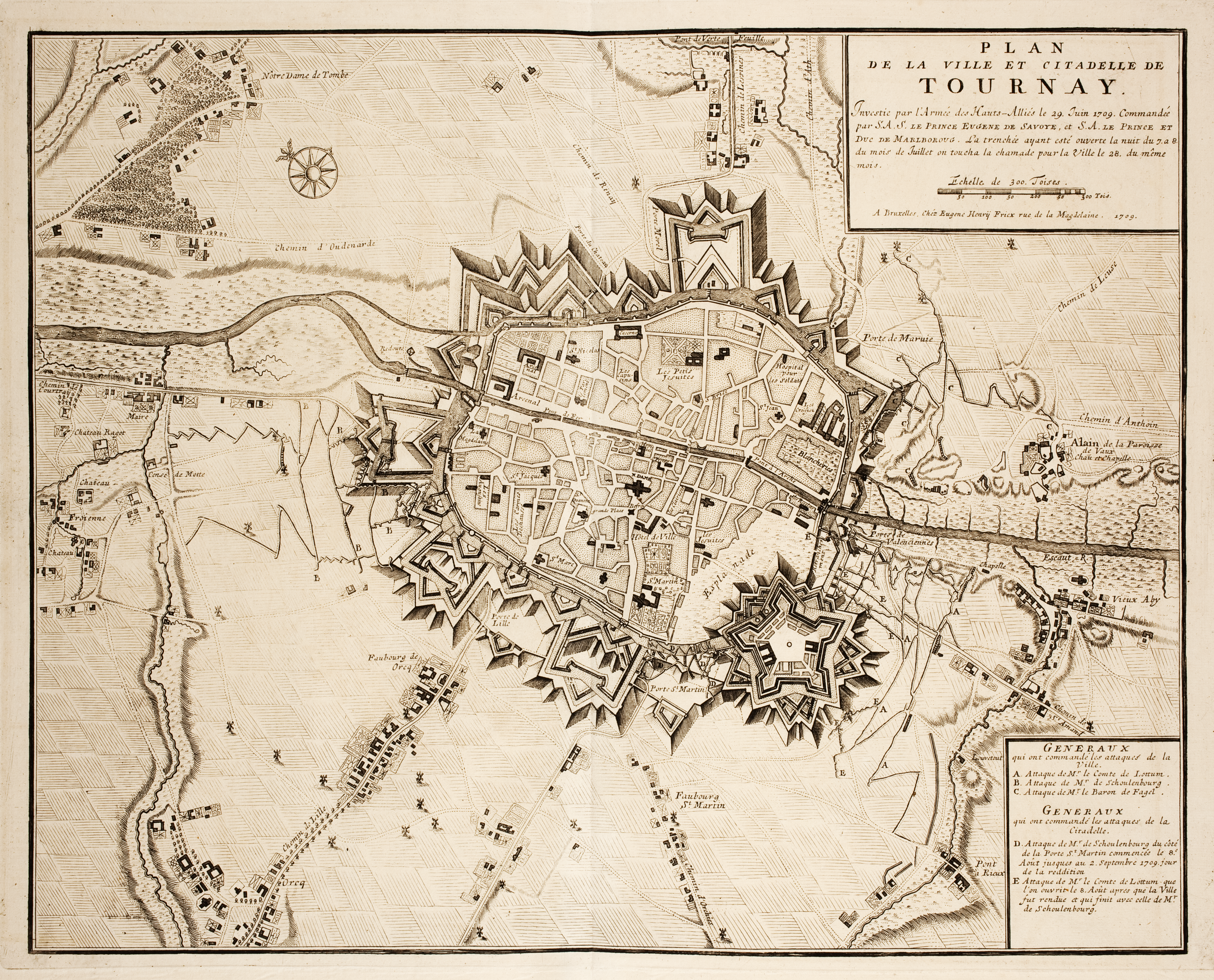
Siège de Tournai, 1709.

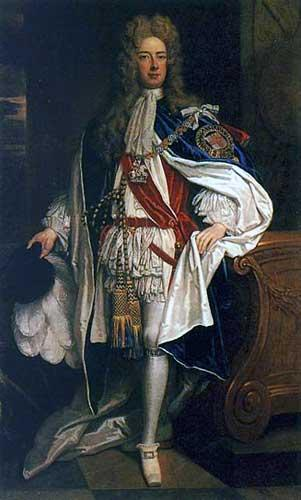
John Churchill, 1er duc de Marlborough (1650-1722).

Au cours de la Guerre de Dévolution, l'armée française vint investir Tournai le 21 juin 1667. Le siège fut mené par Vauban, directement sous les ordres de Louis XIV. Il ne dura que deux jours. Dotée d'une maigre garnison, avec pour seules défenses l'enceinte médiévale et le château de Henri VIII, la ville offrit de capituler le 23. Cette même année, Tournai est atteinte par l'épidémie de peste.
Louis XIV, qui accordait beaucoup d'importance à la ville et rêvait d'en faire une des plus belles capitales provinciales, confia à Guillaume Deshoulières la construction d'une nouvelle citadelle, en haut de la ville. Commencée dès 1667 et terminée en 1674, celle-ci constituait un pentagone muni de cinq bastions et entouré de fossés et de remparts. Elle était équipée d'un réseau de galeries de contre-mines conçu par l'ingénieur Jean de Mesgrigny. La ville elle-même fut entourée de bastions pour protéger les courtines et les portes. Les travaux de mise en défense entraînèrent la rectification des berges de l'Escaut. La physionomie de la ville en fut profondément affectée. Pour construire la nouvelle citadelle, les habitants de la paroisse Sainte-Catherine furent déplacés vers le site du château de Henri VIII, démantelé. La rectification des berges de l'Escaut pour les besoins de la défense de la ville entraîna la modification du système de ponts. Le Pont à Ponts se vit amputé de quelques arches; le Pont du Château doté d'une balustrade métallique et rebaptisé Pont de Fer; c'est également à cette époque qu'on construisit le Pont Notre-Dame. Ces travaux entraînèrent la reconstruction de bon nombre de maisons. Cette activité s'étendit à la plupart des quartiers de la ville, qui prit alors la physionomie qui fut la sienne jusqu'aux bombardements de 1940.
Tournai connut sous Louis XIV une période de prospérité qui prit fin lorsque éclata la guerre de Succession d'Espagne, la ville se trouvant sur un théâtre d'opérations. Le duc de Marlborough et le prince Eugène vinrent mettre le siège devant Tournai. Attaquée par les Alliés le 7 juillet 1709, la ville capitula le 29. Les troupes françaises retirées dans la citadelle continuèrent de résister. Bien que Jean de Mesgrigny eût tenté d'inonder le plat pays et fait bon usage de son système de contre-mines, la garnison, qui était à court de vivres et de munitions, fut obligée de capituler le 3 septembre. La chute de cette place réputée inexpugnable fit grand bruit dans toute l'Europe. Par les traités d'Utrecht, signé après d'âpres discussions, le Tournaisis est à nouveau rattaché aux Pays-Bas méridionaux, qui revenaient à la maison d'Autriche. Pour se prémunir contre de futures attaques françaises, les Provinces-Unies obtiennent par le traité de la Barrière (1715) de pouvoir stationner des garnisons dans plusieurs villes-frontière, parmi lesquelles Tournai. 
Sous la protection de la garnison néerlandaise, une église wallonne s'implante, qui accueille lors des fêtes chrétiennes la diaspora protestante française du Hainaut français et de Picardie dont le culte est interdit en France à la suite de la révocation de l'édit de Nantes. Ce système durera jusqu'en 1785.
Natif de Tournai, Louis-François-Joseph de La Barre (1688-1738) se signale par ses travaux historiques qui ont fortement impressionné le chevalier de Jaucourt, rédacteur de l'Encyclopédie.

### Période autrichienne (1713-1794)

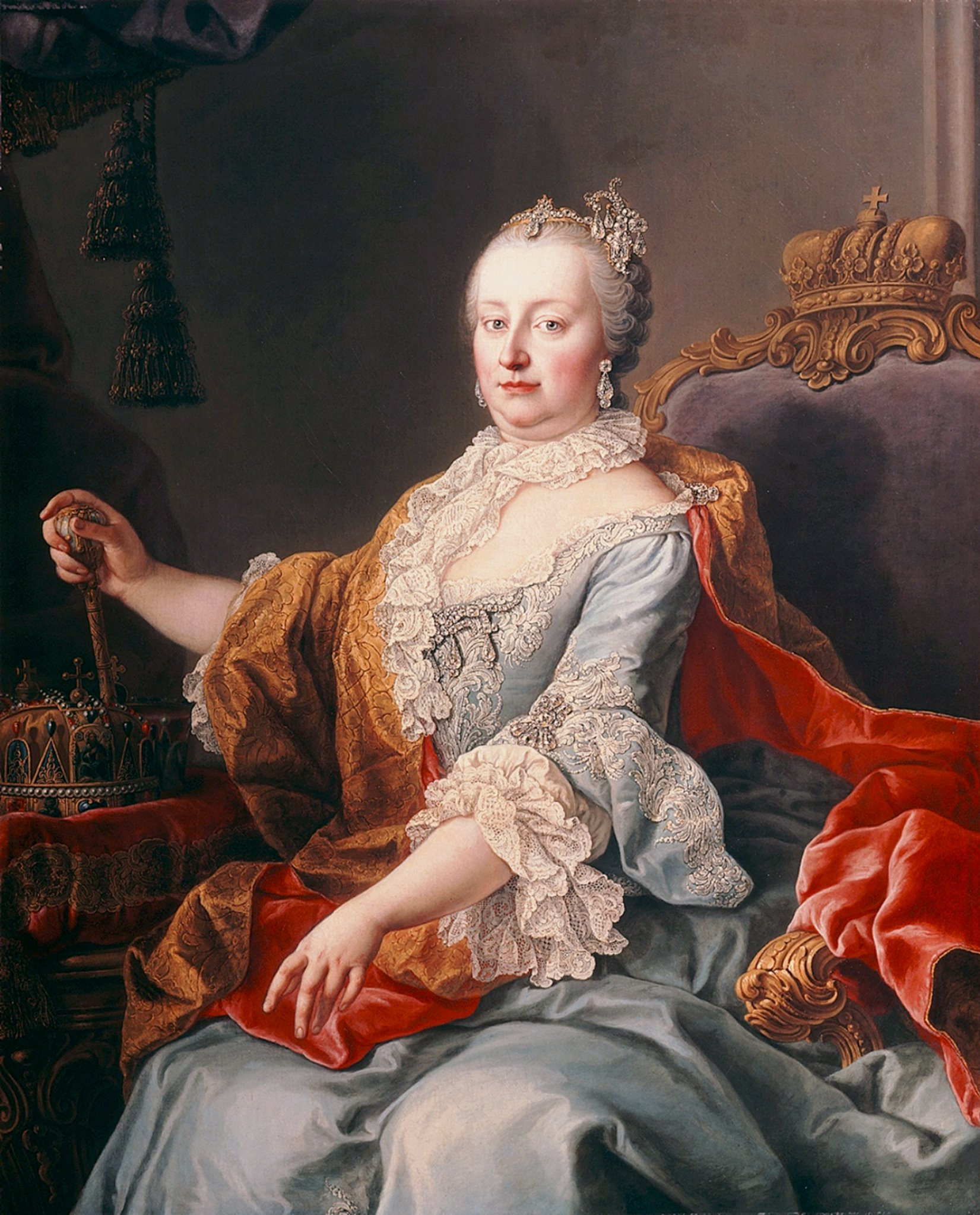
Marie-Thérèse d'Autriche (1717-1780).

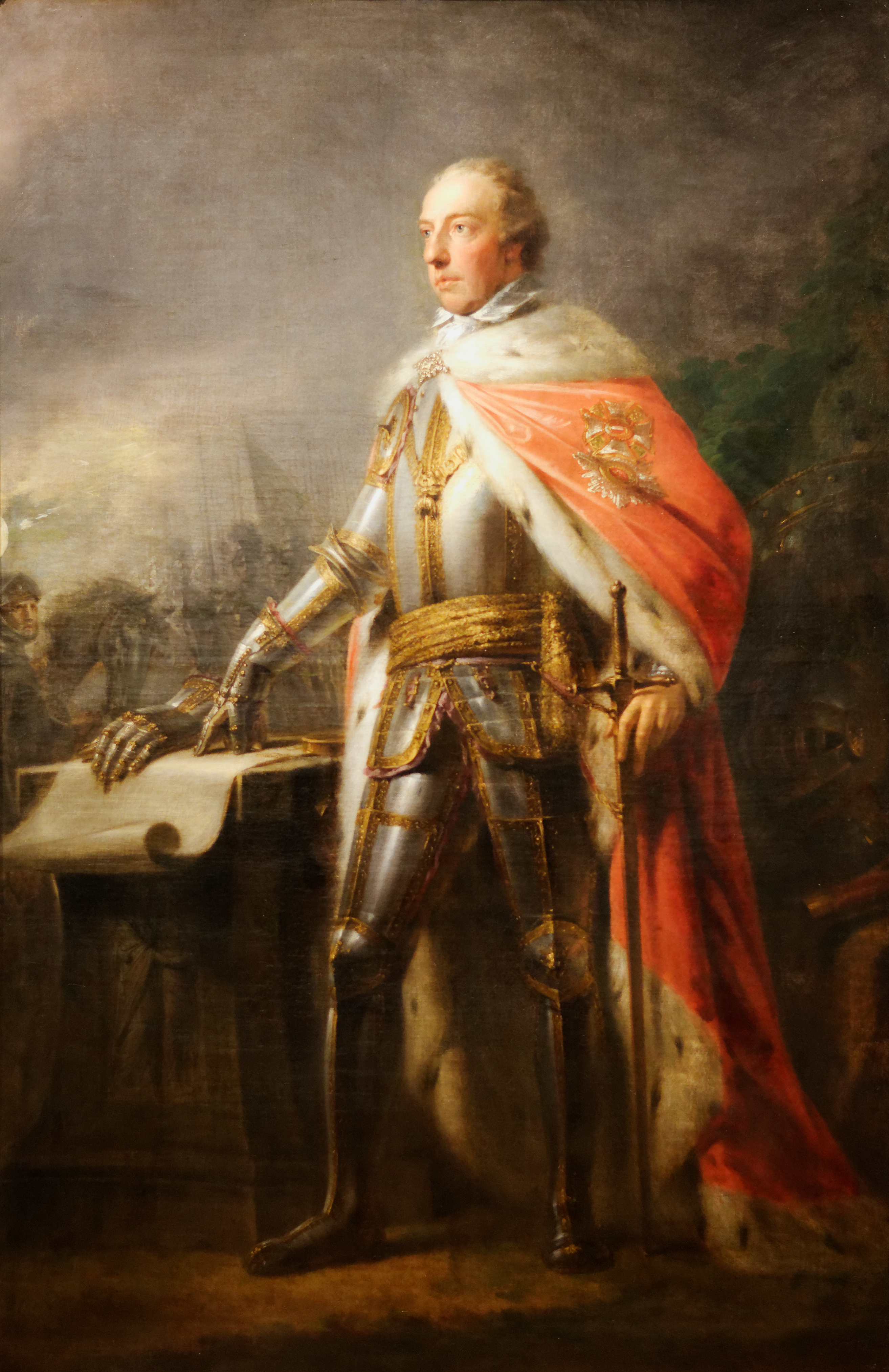
Joseph II (1741-1790).

Le retour de Tournai dans le giron des Pays-Bas ne profita pas à la ville sous le règne de Charles VI. Administrativement, elle cessa de jouer le rôle important que Louis XIV lui avait dévolu, notamment par l'établissement du Parlement des Flandres, et retomba au niveau d'une quelconque ville de province. Économiquement, elle souffrit d'être privée de débouchés vers les marchés français. Elle dut par ailleurs supporter le poids de l'entretien d'une garnison hollandaise.
L'avènement de l'impératrice Marie-Thérèse entraîna un nouveau siège de Tournai au cours de la guerre de Succession d'Autriche (1740-1748). En 1745, une armée française commandée par le maréchal de Saxe encercla la ville. Dès le 30 avril, les travaux d'approche commencèrent et le 3 mai, les Français commencèrent à canonner les remparts. À l'approche d'une armée composée d'Anglais, d'Autrichiens et de Hollandais, le maréchal de Saxe, laissant une partie de ses troupes devant Tournai, se porta vers ses adversaires et les défit à la bataille de Fontenoy. Le 11 mai, les Français victorieux reprirent le siège de Tournai. La ville se rendit le 23. La garnison hollandaise tenait néanmoins toujours la citadelle et se défendit avec acharnement, faisant un usage judicieux de son système de contre-mines. Comme lors du siège de 1709, la garnison se retrouva à court de vivres et de munitions et obtint de pouvoir quitter la ville avec les honneurs de la guerre. Le 24 juin, le roi Louis XV faisait son entrée dans la ville. Il « fait détruire la citadelle de fond en comble ». L'occupation  française fut de courte durée. Par le traité d'Aix-la-Chapelle (1748), Louis XV restitua ses conquêtes et Tournai retourna à l'Autriche. Marie-Thérèse décida cependant d'y maintenir une troupe d'environ 400 hommes — mais dix fois plus à Namur.
Le reste du règne de Marie-Thérèse se déroula sous de meilleurs auspices sur le plan économique, notamment dans le domaine de la bonneterie et des filatures. Cette époque vit également la naissance et le développement de la porcelaine de Tournai. En 1750, Le Lillois François-Joseph. Péterinck avait créé une fabrique de porcelaine qui prit bientôt le nom de « Manufacture impériale et royale ». Son renom s'étendit loin au-delà de Tournai, rivalisant avec la porcelaine de Sèvres ou de Saxe, grâce à la beauté de ses dessins polychromes. Il en allait de même des tapis de la firme Piat Lefèbvre et fils, qui faisait vivre 1 200 ouvriers en 1786. La croissance démographique de Tournai était tout aussi éloquente: la population passa de 21 392 habitants en 1746 à 25 726 en 1786.
En 1781, Joseph II succéda à sa mère. Contrairement à cette dernière, il vint visiter Tournai en juin 1781. La ville lui réserva un bon accueil. Ce souverain féru des Lumières se lança dans des réformes mal comprises, qui finirent par lui aliéner la population. Ses premières mesures modifièrent le paysage de Tournai. Il obtint le démantèlement des places fortes remontant au Traité de la Barrière, faisant raser les bastions de la citadelle qui remontait à louis XIV. L'esplanade qui précédait cette dernière fit place à un nouveau quartier. Dans le domaine religieux, il procéda à la suppression de nombreux couvents, dont à Tournai ceux des clarisses, des Croisiers et des Célestins, dont les bâtiments furent affectés à de nouvelles destinations. Joseph II était réformiste jusqu'à la méticulosité: il bannit les cimetières de l'intérieur des villes et on lui doit à Tournai la création des cimetières Nord et Sud. Il s'engagea ensuite dans des réformes administratives et judiciaires qui provoquèrent une levée de boucliers. En 1787, il bouleversa l'ancien système de duchés et de comtés des Pays-Bas, qu'il remplaça par neuf «cercles». Tournai et le Tournaisis auxquels étaient adjoints Courtrai, Ypres, Roulers et Menin, devaient former un de ces cercles. Dans la foulée, Joseph II remodela le système judiciaire, supprimant toutes les anciennes juridictions et les remplaçant par 63 tribunaux de Première instance. Tournai était l'un d'entre eux. Cette dernière réforme suscita une irritation telle qu'elle fut suspendue par les gouverneurs généraux des Pays-Bas. À  cette occasion fut créée à Tournai une «société patriotique» et les 10 et 11 juin, les magistrats de Tournai arborèrent les couleurs du Brabant qui était à la tête de l'opposition.

### États belgiques unis

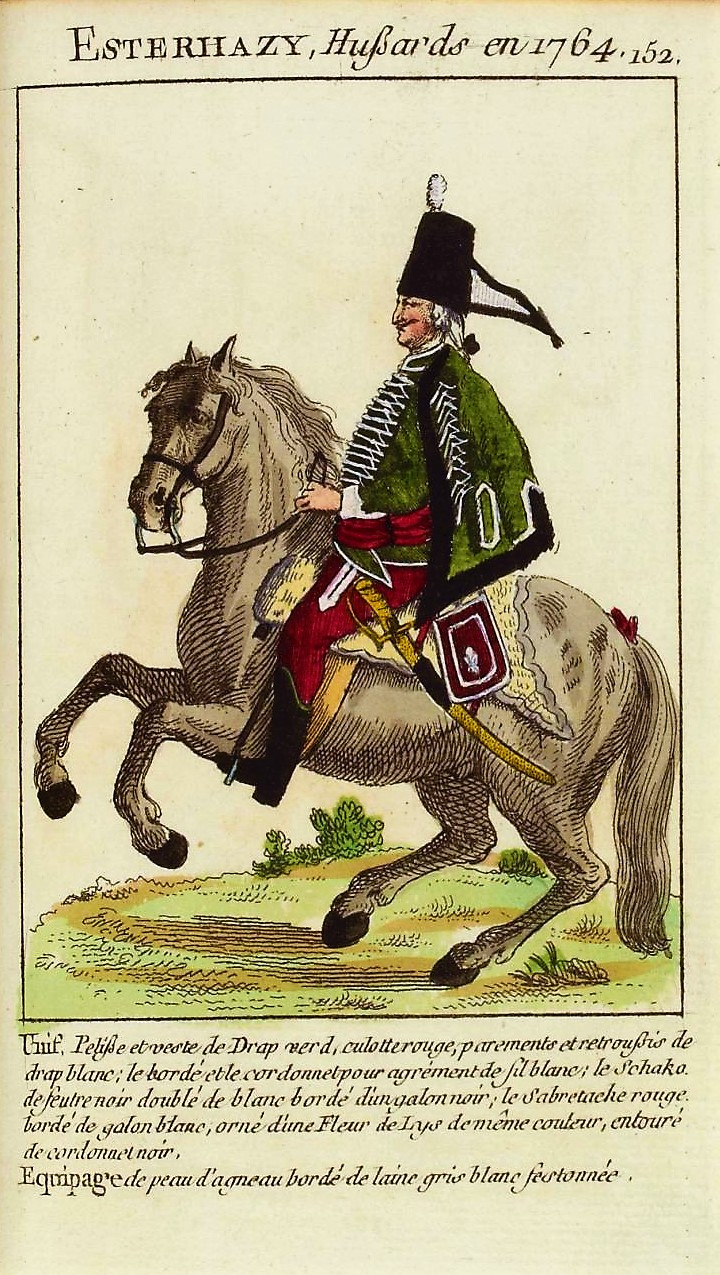
400 hussards du régiment d'Esterhazy prennent garnison à Tournai en 1790.

Il fallut cependant rapidement déchanter. Joseph II renia les concessions des gouverneurs généraux et exigea l'envoi à Vienne d'une délégation des États provinciaux. Celle-ci fut constituée à Bruxelles en juillet 1789, avec la participation de six personnalités tournaisiennes. L'entrevue s'étant soldée par un échec, la situation  s'envenima. En octobre 1789 éclata une révolte, à laquelle les Tournaisiens ne participèrent pas dans un premier temps. Ce n'est que le 4 décembre 1789 que les partisans tournaisiens de la révolution formèrent un «comité général». Leurs revendications, qui tendaient à un retour au régime des bannières de 1423, avaient un caractère à la fois «démocratique et rétrograde», «progressiste dans son désir d'égalité sociale, mais retardataire dans ses moyens jusqu'au point de retourner au Moyen Âge». À Tournai, le conflit avec le pouvoir central autrichien se doubla d'une lutte interne entre le pouvoir existant des Consaux et les métiers. Ces derniers prétendirent envoyer seuls au nom de Tournai des députés au congrès qui aboutit à la contrition des États belgiques unis. Finalement on arriva à un accord et Tournai envoya cinq députés au congrès. La chambre des Métiers s'activa pour jouer un rôle dans les affaires de la cité. Après avoir réclamé la dissolution des Consaux le 26 décembre 1789, elle obtint finalement une modification de l'administration dont les métiers constituèrent le troisième collège.
Joseph II étant décédé, son successeur, Léopold II, changea de politique. Habile négociateur, il parvint à regagner des soutiens, notamment dans la paysannerie du Tournaisis. Ce ne fut que dans le courant de 1790 qu'on put observer un regain de soutien aux États provinciaux, lequel se traduisit le 1er août 1790 par une manifestation massive des habitants des 43 villages du Tournaisis. Le mouvement révolutionnaire connut ensuite un reflux. Face à l'empereur, qui était assuré de l'appui de l'Angleterre et de la Prusse, Tournai, comme les autres provinces, se résigna au retour des Autrichiens. Au vu d'une situation militaire devenue désastreuse, la position des consistoires de Tournai d'y poser des conditions politiques était illusoire. L'armée des États-Belgiques Unis se débanda et le 10 décembre 1790, 400 hussards d'Esterhazy prirent garnison à Tournai. Le 20 janvier 1791, l'empereur rétablit l'administration de Tournai  telle qu'elle existait avant la révolution.

## Période de la Révolution et de l'Empire

### Occupation française (novembre 1792 - mars 1793)

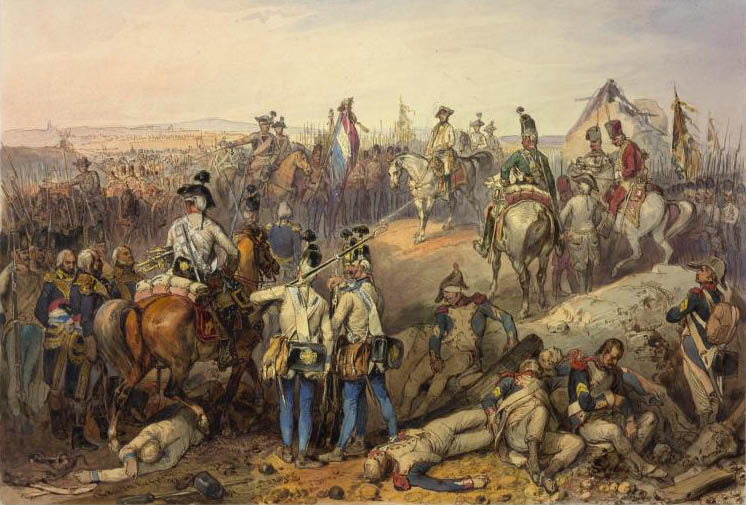
Le 31 mars 1793, la défaite de la France à la bataille de Neerwinden met fin, après moins d'un mois, au rattachement de Tournai à la France révolutionnaire.

Deux ans après être revenu dans le giron  de l'Autriche, Tournai se retrouve au centre des combats à la suite de la déclaration de guerre de la France au roi de Bohême et de Hongrie en avril 1792. En août 1792, Louis XVI est renversé et la France établit la république (21 septembre 1792). Les armées françaises entrent alors dans une dynamique de victoire, notamment à Valmy (20 septembre) et attaquent les Pays-Bas autrichiens.
Après la bataille de Jemappes remportée par le général Dumouriez (6 novembre 1792), les Autrichiens évacuent Tournai dans la nuit du 7 au 8 novembre. Les révolutionnaires français, à la tête d'une troupe de 15 000 hommes, occupent la ville et tentent de se concilier la population en faisant savoir par proclamation du général La Bourdonnaye que « les frais nécessaires aux approvisionnements des troupes ne seront supportés que par les privilégiés, les ordres et individus supérieurs du clergé, et par les corporations, communautés religieuses séculières et régulières. »
Des Tournaisiens favorables à la révolution fondent un club des « Amis de la Liberté et de l'Égalité ». Une « Administration provisoire » se substitue aux Consaux à la tête de la ville. Ses membres se conduisent avec modération et ne donnent pas suite à la demande du club des « Amis de la Liberté » de porter l'écharpe tricolore. L'aigle impérial autrichien surmontant le beffroi en est retiré le 20 novembre et est remplacé par le bonnet phrygien, symbole de la révolution. Cependant, après un décret de la Convention nationale en date du 15 décembre 1792 qui supprime toutes les autorités, institutions, impôts et coutumes de l'Ancien Régime, les administrateurs de Tournai émettent une protestation et refusent d'assister à sa proclamation sur la grand-place par le général O'Moran.
Deux élections en vue de renouveler l'Administration provisoire, les 28 janvier et 6 février 1793, n'ayant pas donné le résultat escompté par les autorités occupantes, sont annulées sous des prétextes fallacieux et une nouvelle administration est nommée par les commissaires envoyés de Paris en vue de procéder à l'intégration de Tournai dans la République française. Le 1er mars 1793, les Tournaisiens sont appelés à se prononcer sur l'avenir de la ville. Après une harangue du commissaire Dieudonné Thiébault, l'assemblée se prononce « d'une voix unanime et par acclamation » pour la réunion à la France. Ce vœu est transmis à la Convention, qui, le 23 mars, proclame : « Article unique. La ville de Tournai et ses banlieues font partie intégrante de la république,. »

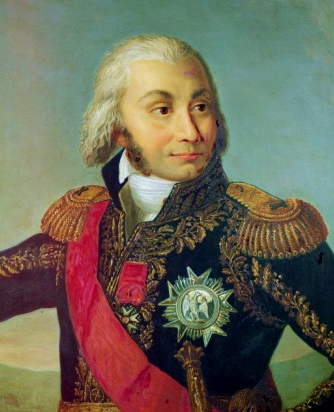
Le général Jean-Baptiste Jourdan, vainqueur à Wattignies et à la Bataille de Fleurus (1794) met fin à l'occupation autrichienne.

Entre-temps la fortune des armes avait changé de camp : les Français, défaits à Neerwinden, le 18 mars 1793, battent en retraite et les Autrichiens rentrent dans Tournai le 31 mars 1793, rétablissant aussitôt l'ancienne magistrature.

### Retour des Autrichiens (mars 1793 - juillet 1794)
Des troupes importantes se massent alors à Tournai, arrivant d'Autriche, d'Angleterre, de Hanovre et de Prusse. Cette armée de 100 000 hommes inflige plusieurs défaites aux troupes françaises. La grande offensive a lieu en mai 1794 pour laquelle l'empereur François II s'est rendu à Tournai afin de superviser les opérations. La bataille de Pont-à-Chin, le 22 mai, entraîne d'énormes pertes du côté républicain mais aussi pour l'empire, au point que les églises de Tournai sont converties en hôpitaux.
Les troupes françaises reprennent cependant le dessus avec Jean-Baptiste Jourdan qui remporte une victoire décisive à Fleurus le 26 juin, amenant l'évacuation des Autrichiens. 

### Sous la Première République française et le Consulat (1794 - 1804)

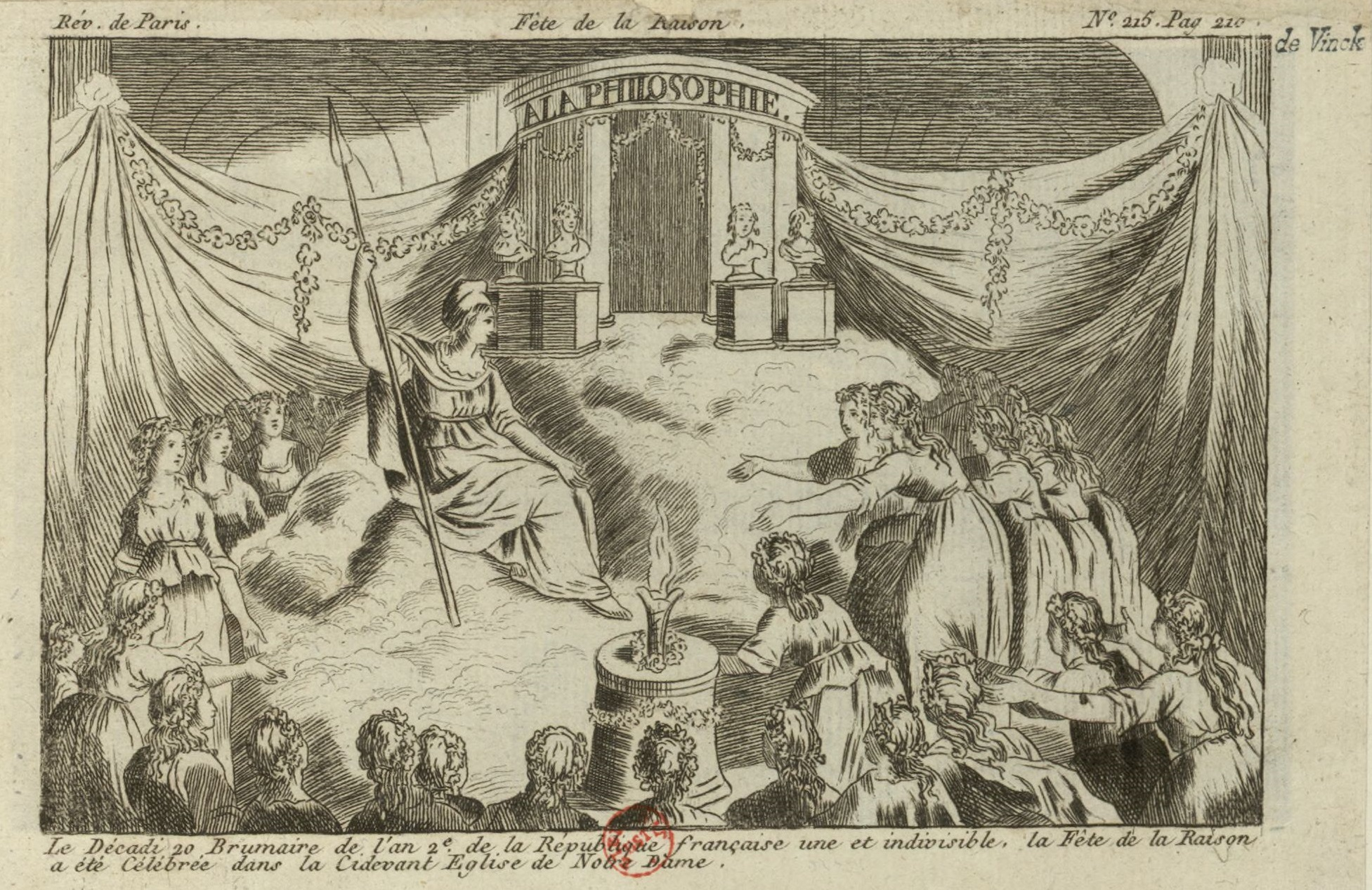
Fête de la Raison à Notre-Dame en 1793. Une montagne est édifiée dans le chœur ; une actrice personnifie la Liberté ; la Convention vient assister à la cérémonie.
Eau-forte, 1793, Paris, BnF, département des estampes.

Les troupes françaises occupent à nouveau Tournai le 3 juillet 1794. Dès le lendemain, un arbre de la liberté est planté sur la Grand place et le drapeau tricolore est installé à la galerie du beffroi en présence du général Charles Pichegru. Quelques jours plus tard, une statue colossale de la déesse de la Raison est érigée en face de l'arbre, foulant aux pieds une couronne. Les citoyens et citoyennes sont tenus d'arborer une cocarde ou un ruban tricolore. L'occupant met en place un comité de Patriotes surveillants, fait arrêter nombre d'ecclésiastiques. Il exige en outre d'importantes sommes d'argent de la part des classes privilégiées et fait envoyer à Paris des dizaines de manuscrits anciens, des objets précieux et des toiles de maîtres saisis dans les maisons religieuses. Il réquisitionne toutes les fournitures nécessaires à la troupe et remplace l'usage du numéraire par des assignats. Après quelques mois, les problèmes d'approvisionnement devenant plus aigus, le mécontentement du peuple va croissant, suscitant des émeutes. 
En même temps, le nouveau régime abolit la torture et les peines à perpétuité. L'ancienne formule de prestation de serment « je jure sur ma part de paradis et la damnation de mon âme » est remplacée par « je jure en mon âme et conscience ». L'église des Dominicains est transformée en Temple de la Loi.
À la suite de l'annexion des Pays-Bas autrichiens à la Première République française, le 1er octobre 1795, Tournai perd son statut de chef-lieu de province au profit de Jemappes. Les personnes soupçonnées de vouloir émigrer sont enfermées au beffroi pour un mois. Le 15 octobre 1796, un arrêté abolit les couvents et interdit les cérémonies religieuses ainsi que de sonner les cloches; les meubles des couvents sont vendus à vil prix.
La Belgique fait officiellement partie de la France par le Traité de Campo-Formio (1797). Sous le Consulat, Tournai devient une sous-préfecture et acquiert un tribunal civil et correctionnel. Un concordat est signé en 1801, par lequel est rétablie la liberté de culte et le siège épiscopal à nouveau pourvu.

### Tournai sous l'Empire (1804 - 1815)
En 1802, alors que le siège de l'évêché était vacant depuis dix ans, Napoléon nomme d'abord comme évêque François-Joseph Hirn, en reconnaissance de son dévouement en faveur des soldats français prisonniers à Mayence, dix ans plus tôt. Ce dernier ne se montre toutefois pas très docile et se signale par son « refus de soumettre ses mandements à la censure préalable, d'employer le Catéchisme impérial ou de publier en chaire les bulletins officiels du gouvernement ». Après l'arrestation de Pie VII en 1809, il devient ouvertement critique et se fait le chef de file de l'opposition lors du Concile de Paris (1811). Il est alors arrêté et assigné à résidence. En 1813, Napoléon nomme à la tête de l'évêché l'ancien réfractaire Samuel de Saint-Médard. Mais ce dernier, qui n'a pas reçu l'investiture pontificale, ne parviendra pas à se faire accepter comme évêque légitime.

## Période du royaume uni des Pays-Bas

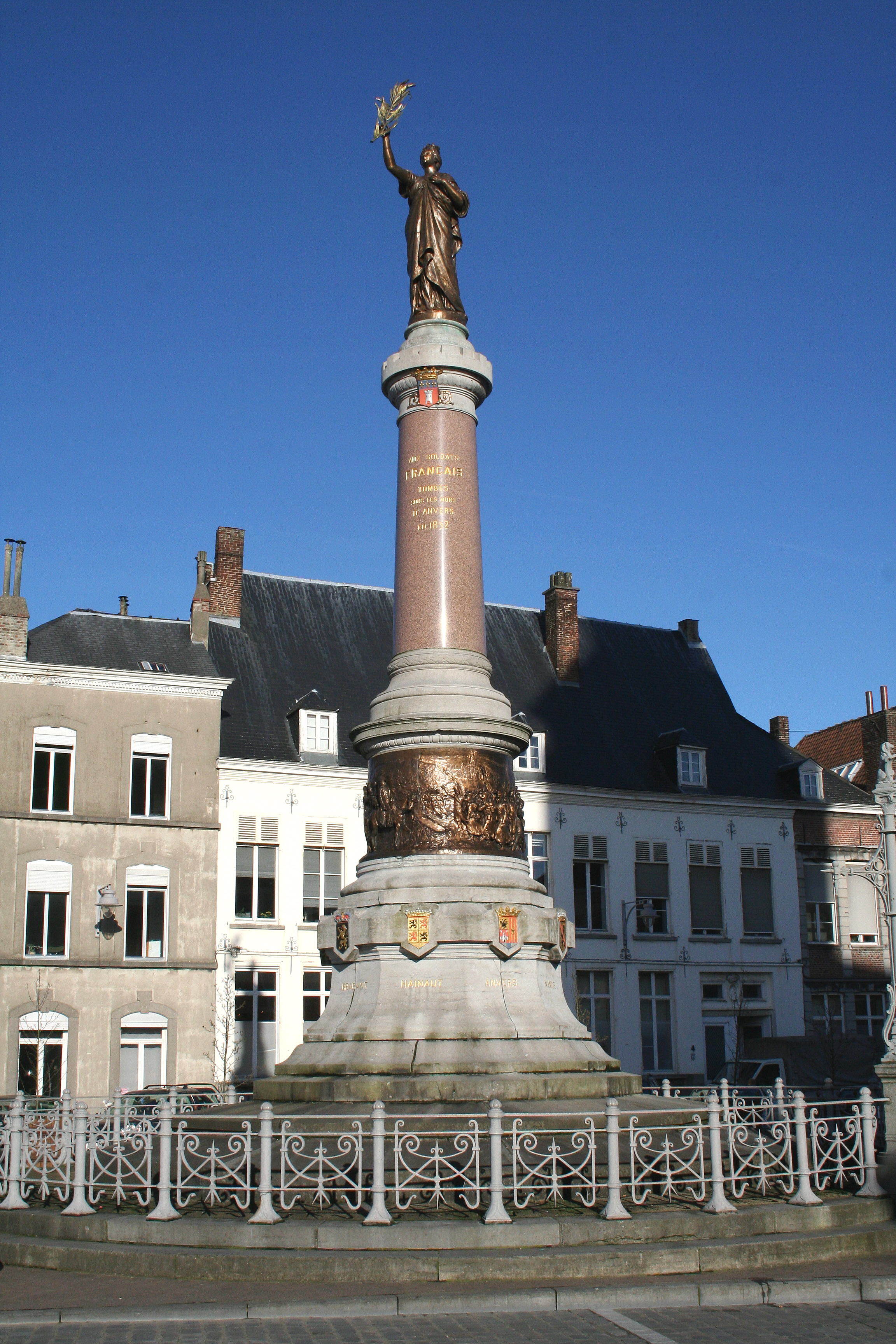
Monument en hommage aux soldats français morts durant le siège de la citadelle d'Anvers en 1832. (Tournai, place de Lille).

## Période du royaume de Belgique

### Première Guerre mondiale
Au début de la guerre, contrairement à toute attente, l'armée française défendit des positions dans et autour de Tournai. L'épisode le plus connu est celui des 83e et  84e régiments de la 88e division territoriale française qui subirent de lourdes pertes le 24 août 1914 en tentant de ralentir l'avance allemande. Ces soldats venaient de Vendée et leur héroïsme fut commémoré après la guerre par le monument connu sous le nom de «Monument des Vendéens». Le 27 septembre 1914, pendant la course à la mer des belligérants, Tournai vit brièvement revenir des troupes françaises. Elles quittèrent à nouveau la ville le 1er octobre. La ville subit ensuite quatre années d'occupation allemande, faites, comme ailleurs en Belgique, de déportations, de réquisitions et de privations. À la fin de la guerre, Tournai se retrouva dans la zone des opérations. Le 8 novembre 1918, les Allemands en retraite firent sauter tous les ponts de la ville, sauf le Pont des Trous. Le 10 novembre le roi Albert Ier et la reine Elisabeth firent leur entrée dans la ville.

## Archives
Le dépôt des Archives de l'État à Tournai conserve de nombreuses archives sur Tournai et les environs : archives d'Ancien Régime, registres paroissiaux et registres de l'état civil de plus de 100 ans, archives notariales, archives du Tribunal des Dommages de Guerre de Tournai (1912) 1919-1927, archives Manufacture Royale des Tapis de Tournai, archives du Bureau des Travaux publics de la Ville de Tournai (1817) 1830-1945, archives de la prison de Tournai (1821-1975), archives de l'Athenée royal Jules Bara à Tournai (1852-1974), archives du Cercle royal d’Escrime tournaisien (1884–2007), etc.